# Polityka zagraniczna Polski
Polityka zagraniczna Polski – polityka zagraniczna prowadzona jest w oparciu o  założenia, których coroczne opracowanie koordynuje minister spraw zagranicznych i które podlegają przyjęciu przez Radę Ministrów.

## Uwarunkowania polityki zagranicznej Polski po 1989 roku
Polska jako kraj średniej wielkości kształtuje swoją politykę uwzględniając czynniki wewnętrzne i zewnętrzne w podobnym stopniu. W okresie po 1989 z jednej strony następowało kształtowanie się nowego ładu międzynarodowego po zakończeniu zimnej wojny, zaś z drugiej kraj wkroczył na drogę budowy systemu liberalno-demokratycznego i reform wolnorynkowych. Wraz z przełamaniem monopolu PZPR ukształtowała się nowa koncepcja polityki zagranicznej. Zmieniło się także otoczenie zewnętrzne – rozpadł się blok wschodni, przestała istnieć Niemiecka Republika Demokratyczna, rozpoczął się też proces przyspieszenia integracji europejskiej.

### Uwarunkowania zewnętrzne

#### Proces zjednoczenia Niemiec

Premier Tadeusz Mazowiecki i kanclerz Helmut Kohl podczas spotkania w Krzyżowej (1989)

Jedną z pierwszych istotnych zmian w otoczeniu międzynarodowym Polski po zapoczątkowaniu demokratycznych przemian było rozpoczęcie procesu jednoczenia się dwóch państw niemieckich. Już w nocy z 9 na 10 listopada 1989, czyli niecałe dwa miesiące po powstaniu rządu Tadeusza Mazowieckiego, otwarto granice między NRD a RFN i rozpoczęto burzenie Muru Berlińskiego. Po dokonaniu ustaleń między mocarstwami droga do zjednoczenia stanęła otworem – 3 października 1990 landy wschodnie zostały przyłączone do Republiki Federalnej Niemiec. Państwo niemieckie zaakceptowało wówczas nowe granice zewnętrzne, przyjęło zobowiązania dotyczące utrzymania ustalonego potencjału wojskowego, a nowe terytoria weszły jednocześnie w skład Wspólnoty Europejskiej i NATO. Z punktu widzenia polskiego kluczowym zagadnieniem było jednoznaczne potwierdzenie przez stronę niemiecką granicy na Odrze i Nysie Łużyckiej ustalonej podczas konferencji poczdamskiej w 1945 roku. Polskie obawy uzasadniano dwoma argumentami: po pierwsze – w czasie zimnej wojny RFN otwarcie kwestionowała przebieg granicy, a po 1970 przedstawiała zawarte porozumienie jako tymczasowe, zaś po drugie – kanclerz Helmut Kohl pominął zagadnienie granic w swoim planie zjednoczeniowym z 28 listopada 1989. Jednocześnie pojawiały się wątpliwości dotyczące braku regulacji statusu mniejszości niemieckiej i ewentualnych roszczeń ze strony przesiedlonych po 1945. Potencjalnymi problemami były również odmienne interpretacje historii, poczucie krzywdy ze strony Polaków poszkodowanych wydarzeniami II wojny światowej oraz obawy dotyczące możliwości odrodzenia się niemieckiego ekspansjonizmu. Z drugiej strony w koncepcji polityki zagranicznej Polski dominowały dążenia do integracji ze strukturami euroatlantyckimi. Wyrażono je w haśle powrotu do Europy, a rząd wskazywał na to, że jedyna możliwa droga na Zachód prowadzi przez porozumienie z Niemcami. W tych warunkach jako rację stanu uznano pojednanie ze stroną niemiecką i próbę budowy dobrosąsiedzkich relacji z zachodnim sąsiadem.

#### Zakończenie zimnej wojny, demokratyzacja i rozpad ZSRR
Kolejnymi nowymi uwarunkowaniami zewnętrznymi o zasadniczym znaczeniu były przełamanie zimnowojennego podziału Europy i demokratyzacja w państwach Europy Środkowo-Wschodniej. Jednym z katalizatorów przemian była transformacja w Polsce, która wyprzedziła upadek realnego socjalizmu w krajach ją otaczających. W końcu roku 1989 doszło do zmiany władzy również w NRD, Czechosłowacji, na Węgrzech, w Bułgarii i Rumunii. Pogrążony w kryzysie Związek Sowiecki pod przywództwem Michaiła Gorbaczowa nie zdecydował się na interwencję w celu powstrzymania zmian. Zasadnicza zmiana okoliczności spowodowała, że dotychczasowe struktury międzynarodowe w tej części świata (Układ Warszawski i Rada Wzajemnej Pomocy Gospodarczej) faktycznie straciły swoje znaczenie. Np. gdy w 1991 władze ZSRR zaproponowały przekształcenie RWPG w Międzynarodową Organizację Współpracy Gospodarczej z udziałem Niemiec i Jugosławii, państwa Europy Środkowej nie podjęły tej inicjatywy. Po rozwiązaniu RWPG 28 czerwca 1991 roku padła propozycja nowej organizacji o charakterze gospodarczym z udziałem ZSRR, jednak również nie spotkała się z akceptacją.
Tymczasem strona węgierska przedstawiła postulat rozwiązania Układu Warszawskiego, zaś w maju 1990 zagroziła jednostronnym opuszczeniem jego struktur. W sytuacji braku jednoznacznych ustaleń z Niemcami co do przebiegu granicy Polska i Czechosłowacja zachowały pewien dystans wobec tego rodzaju polityki. Ponadto Polsce zależało na dokończeniu toczących się prac nad Traktatem o konwencjonalnych siłach zbrojnych w Europie. Dopiero po sowieckiej interwencji zbrojnej w suwerenizujących się państwach bałtyckich ministrowie spraw zagranicznych Polski, Czechosłowacji i Węgier przedstawili propozycję całkowitej likwidacji Układu Warszawskiego do końca 1991 roku ZSRR zdecydował się ostatecznie na przyspieszenie tego procesu – 31 marca rozwiązano struktury wojskowe, zaś 1 lipca stracił moc sojusz polityczny.
Nierozwiązana pozostawała natomiast kwestia stacjonującej w Polsce Armii Radzieckiej. O ile zagadnienie to zostało stosunkowo szybko uregulowane z NRD, Węgrami i Czechosłowacją, o tyle w przypadku Polski pojawiły się dwa problemy – z jednej strony była to kwestia zaplecza dla wycofujących się jednostek z niemieckich landów wschodnich, zaś z drugiej – wstrzemięźliwość strony polskiej w związku z brakiem polsko-niemieckiego układu dotyczącego granicy. Ostatecznie ostatni żołnierze byłej Armii Radzieckiej opuścili terytorium Rzeczypospolitej Polskiej 17 września 1993 roku.
Pogłębiający się kryzys, otwarte dążenia poszczególnych republik do uzyskania niepodległości oraz nieudany pucz twardogłowych komunistów przyspieszyły rozpad ZSRR. 25 grudnia zakończyło się jego istnienie, a jego sukcesorem została Federacja Rosyjska pod wodzą prezydenta Borysa Jelcyna. Rosja miała też całkowicie przejąć sowiecki arsenał nuklearny. Powstanie nowych państw w tej części Europy (Litwa, Łotwa, Estonia, Białoruś i Ukraina) stwarzało zupełnie nowe warunki dla funkcjonowania państwa polskiego i kończyło erę zależności od imperialnego sąsiada.

#### Intensyfikacja procesów integracyjnych oraz transformacja NATO

Obszar Wspólnoty Europejskiej w okresie 1986–1994

Na przełomie lat 80. i 90. w kolejną fazę wkroczyły procesy integracyjne w Europie Zachodniej. 1 lipca 1990 w życie weszły pierwsze ustalenia dotyczące utworzenia Unii Gospodarczej i Walutowej. W grudniu tego samego roku zapoczątkowano prace nad jej rozbudową, a także nad utworzeniem unii politycznej. Ich efektem było uzgodnienie tekstu Traktatu o Unii Europejskiej, który ustanowił Unię Europejską, opartą na tzw. trzech filarach. Przewidywano m.in. wprowadzenie wspólnej waluty, prowadzenie wspólnej polityki zagranicznej i bezpieczeństwa, a także podporządkowanie UZE nowej strukturze. Traktat z Maastricht wszedł w życie 1 listopada 1993. Przyłączenie się nowych państw do Unii Europejskiej uwarunkowane było spełnieniem licznych kryteriów – zarówno politycznych, prawnych, jak i ekonomicznych. Jednocześnie kraje Zachodu deklarowały otwarcie na integrację z demokratyzującymi się państwami Europy Środkowo-Wschodniej. Wsparcie finansowe Wspólnot (w tym poprzez EBOiR) oraz poparcie polityczne polityków europejskich i amerykańskich sprzyjało powstawaniu nowych organizacji subregionalnych w obszarze położonym na wschód od Niemiec – utworzono wówczas m.in. Trójkąt Wyszehradzki, Quadragonale, CBSS oraz Czarnomorską Współpracę Gospodarczą.
Równolegle z intensyfikacją procesów integracyjnych w ramach Wspólnot dokonywała się transformacja Organizacji Traktatu Północnoatlantyckiego. Już podczas majowego szczytu NATO w Brukseli w 1989 przedstawiciele Sojuszu z uznaniem odnieśli się do przemian w państwach rozpadającego się bloku wschodniego. Mowa była również o potrzebie ustanowienia nowego wzorca stosunków między Wschodem a Zachodem i redukcji zbrojeń. 7 czerwca 1990 Rada Północnoatlantycka wystosowała Posłanie z Turnberry, w którym zaprosiła państwa Układu Warszawskiego do współpracy. Z kolei podczas szczytu w Londynie (5–6 lipca 1990) przyjęto deklarację londyńską, która głosiła, że:

NATO musi się stać instytucją, w której Europejczycy, Kanadyjczycy i Amerykanie współdziałają nie tylko we wspólnej obronie, ale także po to, by budować partnerstwo ze wszystkimi krajami Europy. Wspólnota Atlantycka musi się zwrócić ku krajom Wschodu, które były naszymi przeciwnikami w zimnej wojnie i wyciągnąć do nich dłoń przyjaźni

Rządy państw Układu Warszawskiego zostały następnie zaproszone do ustanowienia regularnych kontaktów. Z kolei podczas posiedzenia Rady Północnoatlantyckiej w Kopenhadze przyjęto kolejny dokument – Partnerstwo z krajami Europy Środkowej i Wschodniej. Stwierdzono w nim, że bezpieczeństwo NATO związane jest z bezpieczeństwem wszystkich państw europejskich, a umacnianie wolności i demokracji jest ściśle związane z żywotnymi interesami Sojuszu. Opowiedziano się jednocześnie za udziałem państw Układu Warszawskiego w niewojskowych przedsięwzięciach Organizacji.
Wraz zakończeniem zimnej wojny rozpoczęła się dyskusja nad przyszłością NATO i dalszymi przesłankami jego funkcjonowania. Pojawiały się pomysły zastąpienia go regionalnym systemem zbiorowego bezpieczeństwa w oparciu o KBWE lub UZE. Padła również propozycja połączenia go z powstającą Unią Europejską. Z tego rodzaju ideami spierali się zwolennicy utrzymania NATO jako systemu kolektywnej obrony i wskazywali na możliwe odrodzenie się rywalizacji mocarstw o strefy wpływów. Podkreślano też, że zwycięstwo w zimnej wojnie świadczy o efektywności struktur Sojuszu. Próbą odpowiedzenia na podnoszone postulaty było przyjęcie Nowej koncepcji strategicznej Sojuszu podczas szczytu NATO w Rzymie w dniach 7–8 listopada 1990. Jako cele działalności NATO określono zapewnienie wolności i bezpieczeństwa jego członkom oraz budowę trwałego i sprawiedliwego pokojowego ładu w Europie. Podkreślona została rola czynnika politycznego w kształtowaniu nowego porządku, jednak podstawą strategii pozostawała obecność amerykańskiej armii i broni jądrowej w Europie. Zapowiedziano jednocześnie kontynuowanie polityki rozbrojenia i kontroli zbrojeń. W przyjętej na zakończenie szczytu Deklaracji rzymskiej w sprawie pokoju i współpracy podkreślono konieczność kooperacji NATO z KBWE, Wspólnotą Europejską, UZE i Radą Europy. 20 grudnia 1991 działalność rozpoczęła nowa instytucja – Rada Współpracy Północnoatlantyckiej, w skład której weszły także europejskie kraje spoza NATO.

### Uwarunkowania wewnętrzne
Transformacja polityczna i ekonomiczna Polski po 1989 roku otworzyła nowe perspektywy współpracy z krajami zachodnimi. Bezprecedensowy plan przemian, brak kapitału, wysokie koszty reform ekonomicznych oraz problemy z zadłużeniem stworzyły zapotrzebowanie na pomoc zarówno ekspertów, jak i pomoc finansową z zagranicy. Przejawem takiego wsparcia stały się m.in. program PHARE oraz redukcja zadłużenia zagranicznego przez Klub Paryski. Sukces polskiej transformacji oraz ogólna zgoda głównych sił postsolidarnościowych i postkomunistycznych co do głównych kierunków polskiej polityki zagranicznej sprawiły, że już w połowie lat 90. Polska mogła realnie aspirować do członkostwa w Organizacji Traktatu Północnoatlantyckiego oraz w Unii Europejskiej.

### Koncepcja polskiej polityki zagranicznej po 1989 roku

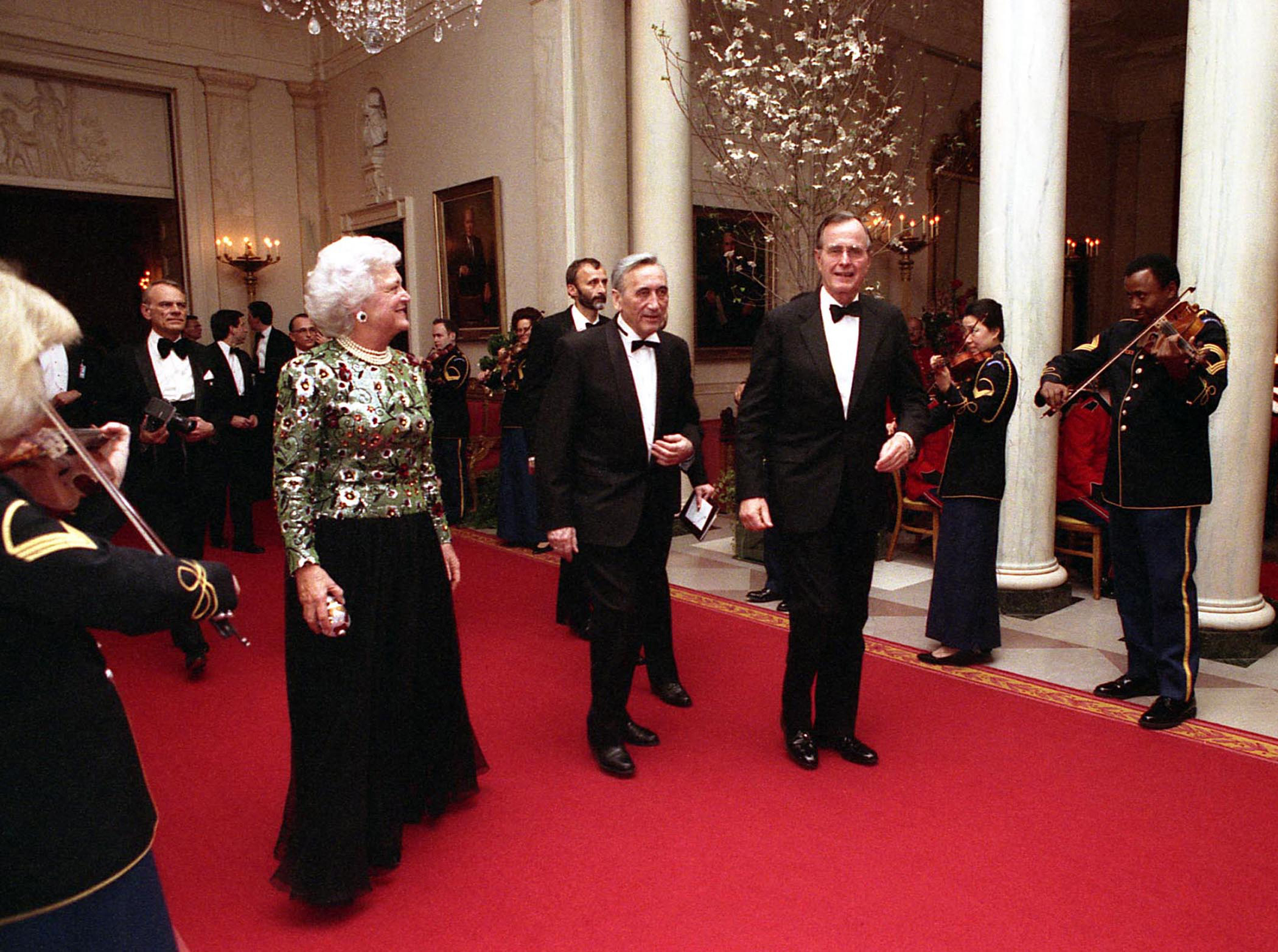
Premier Tadeusz Mazowiecki i prezydent USA George H.W. Bush w Białym Domu (1990)

W okresie 1989–1992, po zmianach w otoczeniu międzynarodowym, nastąpiła całkowita reorientacja polityki zagranicznej, wyrażająca się w trzech celach:
- uzyskanie gwarancji bezpieczeństwa poprzez uczestnictwo w nowym systemie bezpieczeństwa;
- zapewnienie wsparcia dla przemian rynkowych;
- budowanie prestiżu Polski i Polaków, jako narodu, który pierwszy wyłamał się z bloku wschodniego.

Początkowo zakładano, że najlepszym gwarantem bezpieczeństwa będzie system budowany w oparciu o KBWE. Już w latach 1991–1992 przeważyła opcja euroatlantycka, w tym kurs na zbliżenie z Niemcami i Stanami Zjednoczonymi. Po zadeklarowaniu woli integracji ze Wspólnotami i z NATO kierunek prozachodni stał się głównym kierunkiem polskiej polityki zagranicznej. Pośrednio wspierało go uczestnictwo w inicjatywach środkowoeuropejskich.
Drugim tak wyraźnym kierunkiem stała się polityka wschodnia, początkowo zorientowana na uregulowanie stosunków z ZSRR, a następnie na budowę formalnoprawnych ram dobrosąsiedzkiej współpracy z byłymi republikami sowieckimi. Wiosną 1990 roku zainicjowano politykę dwutorowości wobec ZSRR – z jednej strony nie naciskano na rozwiązanie Układu Warszawskiego i wycofanie Armii Radzieckiej z Polski, zaś z drugiej życzliwie odnoszono się do faktu odzyskiwania suwerenności przez kolejne republiki. Już po rozpadzie ZSRR wśród kolejnych władz rządzących Polską ukształtowała się wizja polityki wschodniej, w której za głównego rywala uznano Federację Rosyjską, zaś Ukrainę określono jako strategicznego partnera. Towarzyszyła temu koncepcja wspierania demokratyzacji Białorusi. Takie ujęcie polityki wschodniej było pewnym nawiązaniem do idei prometeizmu.
Wraz z reorientacją polityki zagranicznej nastąpiła marginalizacja jednego z dotychczasowych jej kierunków, czyli współpracy z państwami pozaeuropejskimi. Ograniczono ją głównie do państw powiązanych z Zachodem. Na spadek kontaktów z wieloma spośród tych krajów wpłynęło również nawiązanie stosunków z Izraelem, Chile i RPA.

## Główne założenia polityki zagranicznej
W przedstawionej przez ministra spraw zagranicznych Radosław Sikorski informacji dotyczącej priorytetów polskiej polityki zagranicznej w 2025 roku zdefiniowano cele polityki polityki zagranicznej Polski:
- wzmocnienie zdolności obronnych państw europejskich, w tym Unii Europejskiej i przejęcie przez Europę większej odpowiedzialności za bezpieczeństwo
- utrzymanie jedności i współpracy transatlantyckiej, w tym bliskiej współpracy ze USA
- obrona porządku globalnego w oparciu o Kartę Narodów Zjednoczonych
- konstruktywne zaangażowanie w dialog z państwami Globalnego Południa

## Udział w wielostronnych formach współpracy międzynarodowej

### NATO

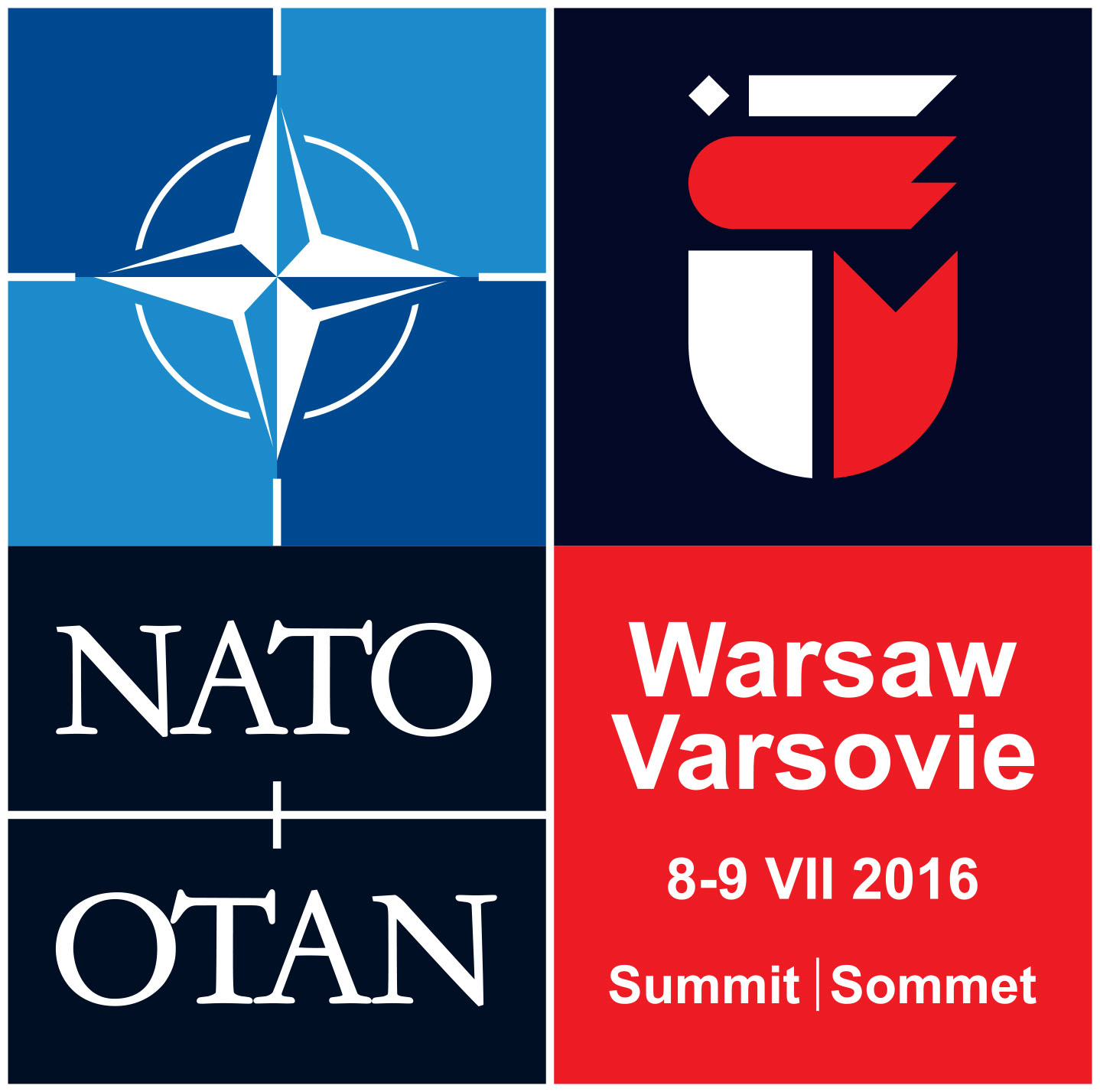
Logo szczytu NATO w Warszawie w 2016

Polska przystąpiła do NATO 12 marca 1999 roku wraz z Czechami i Węgrami jako pierwsze kraje z dawnego bloku wschodniego.
Z punktu widzenia Polski kluczowe znaczenie mają potencjał skutecznego odstraszania oraz zdolności wojskowe NATO gwarantujące zbiorową obronę w obliczu narastających na wschodzie zagrożeń militarnych, oraz nabierających coraz większego znaczenia zagrożeń hybrydowych. W 2016 roku po raz pierwszy Polska była gospodarzem szczytu NATO. Podjęto wtedy istotne dla bezpieczeństwa Polski i regionu postanowienia dotyczące wzmocnienia wschodniej flanki NATO, w tym o ustanowieniu wysuniętej obecności wojskowej – enhanced forward presence (eFP).
Polska jako członek NATO angażuje się w operacje sojusznicze (m.in. w misjach KFOR i Baltic Air Policing, a przeszłości w ISAF). Na forum organizacji Polska należy do grupy państw zaangażowanych w promowanie reform w krajach partnerskich (Gruzja, Ukraina i Mołdawia) popierając także pogłębianie współpracy ze Szwecją i Finlandią.
Od 2015 roku Polska wraz z państwami „wschodniej flanki” NATO tworzy Bukaresztańską Dziewiątkę. Celem tego formatu jest wzmocnienie siły głosu tych państw na forum sojuszu oraz pogłębienie współpracy w zakresie bezpieczeństwa i obronności (w kontekście polityki rosyjskiej).

### Unia Europejska

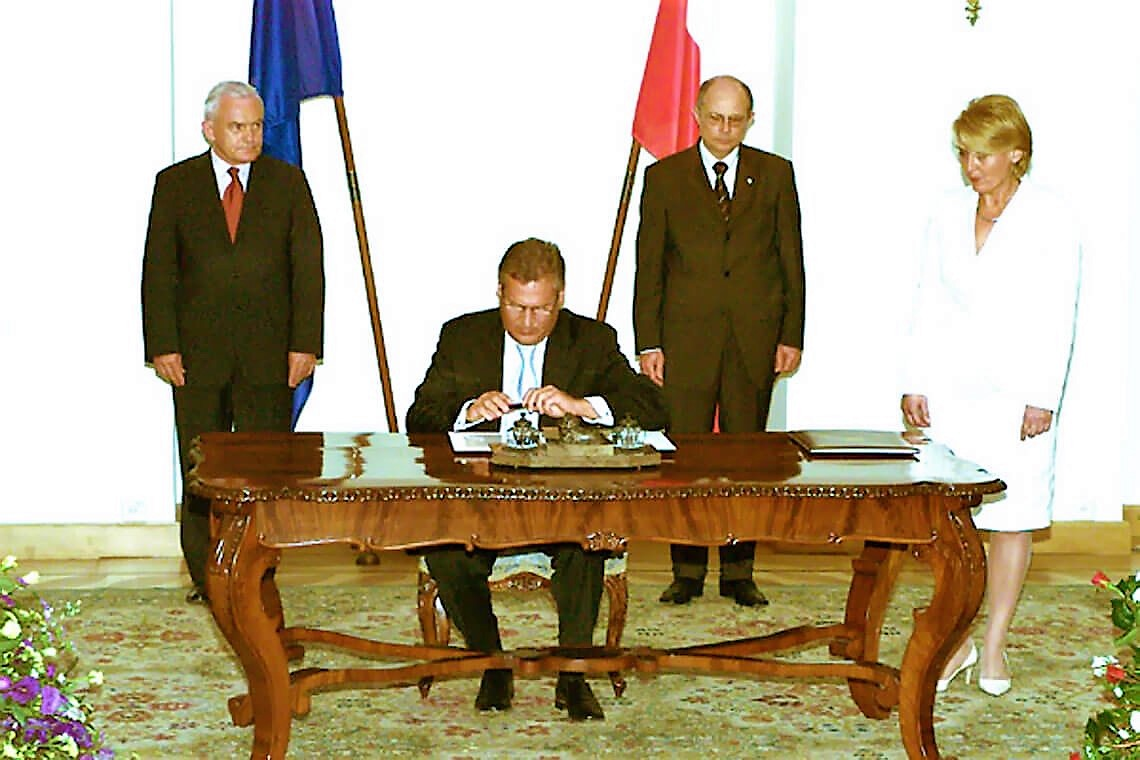
Podpisanie przez prezydenta Aleksandra Kwaśniewskiego traktatu o przystąpieniu Polski do Unii Europejskiej

Oficjalny wniosek o członkostwo w Unii Europejskiej Polska złożyła 8 kwietnia 1994 w Atenach. 8 sierpnia 1996 powołano Komitet Integracji Europejskiej, który był agendą przystąpienia do UE. 28 stycznia 1997 uchwalono Narodową Strategię Integracji. Negocjacje ws. przystąpienia do Unii rozpoczęto 31 marca 1998.
Na szczycie w Kopenhadze, zakończonym 13 grudnia 2002, ówczesny rząd Leszka Millera sfinalizował negocjacje. 16 kwietnia 2003 Polska podpisała traktat akcesyjny. Referendum w sprawie członkostwa odbyło się w dniach 7–8 czerwca 2003. W jego wyniku Polska, razem z pozostałymi dziewięcioma innymi krajami, wstąpiła do Unii 1 maja 2004.
Od grudnia 2007 roku Polska należy do strefy Schengen.
W zakresie polityki zewnętrznej Unii Europejskiej Polska była jednym z inicjatorów Partnerstwa Wschodniego. Angażuje się także w inicjatywę na rzecz rozwoju współpracy UE z krajami Bałkanów Zachodnich (Proces Berliński).

### Organizacja Narodów Zjednoczonych
W latach 2018–2019 Polska zasiadała w Radzie Bezpieczeństwa ONZ jako niestały członek. Do priorytetów polskiego członkostwa w Radzie należały: wzmacnianie roli prawa międzynarodowego, problematyka ochrony ludności cywilnej i zapobiegania konfliktom zbrojnym oraz bezpieczeństwo i pokój na Ukrainie i w Gruzji.

### Organizacja Bezpieczeństwa i Współpracy w Europie
W 2022 roku Polska objęła roczne przewodnictwo w OBWE. Głównym celem polskiej prezydencji są działania na rzecz uregulowania regionalnych i zamrożonych konfliktów poprzez wsparcie OBWE. Intencją Polski jest pełnienie roli uczciwego pośrednika i mediatora pomiędzy wszystkimi zainteresowanymi stronami. Intencją Polski jest realizowanie zadań w duchu kompleksowego podejścia do zagadnienia bezpieczeństwa, uwzględniającego kwestie polityczne, wojskowe i ekonomiczne oraz praw człowieka.

### Rada Europy
Polska jest członkiem Rady Europy od 1991 roku. Organizacja ta wspierała procesy demokratyzacji oraz rozwoju standardów praw człowieka i praworządności w Polsce po 1989 roku.

### Regionalne formaty współpracy

#### Grupa Wyszehradzka (V4)

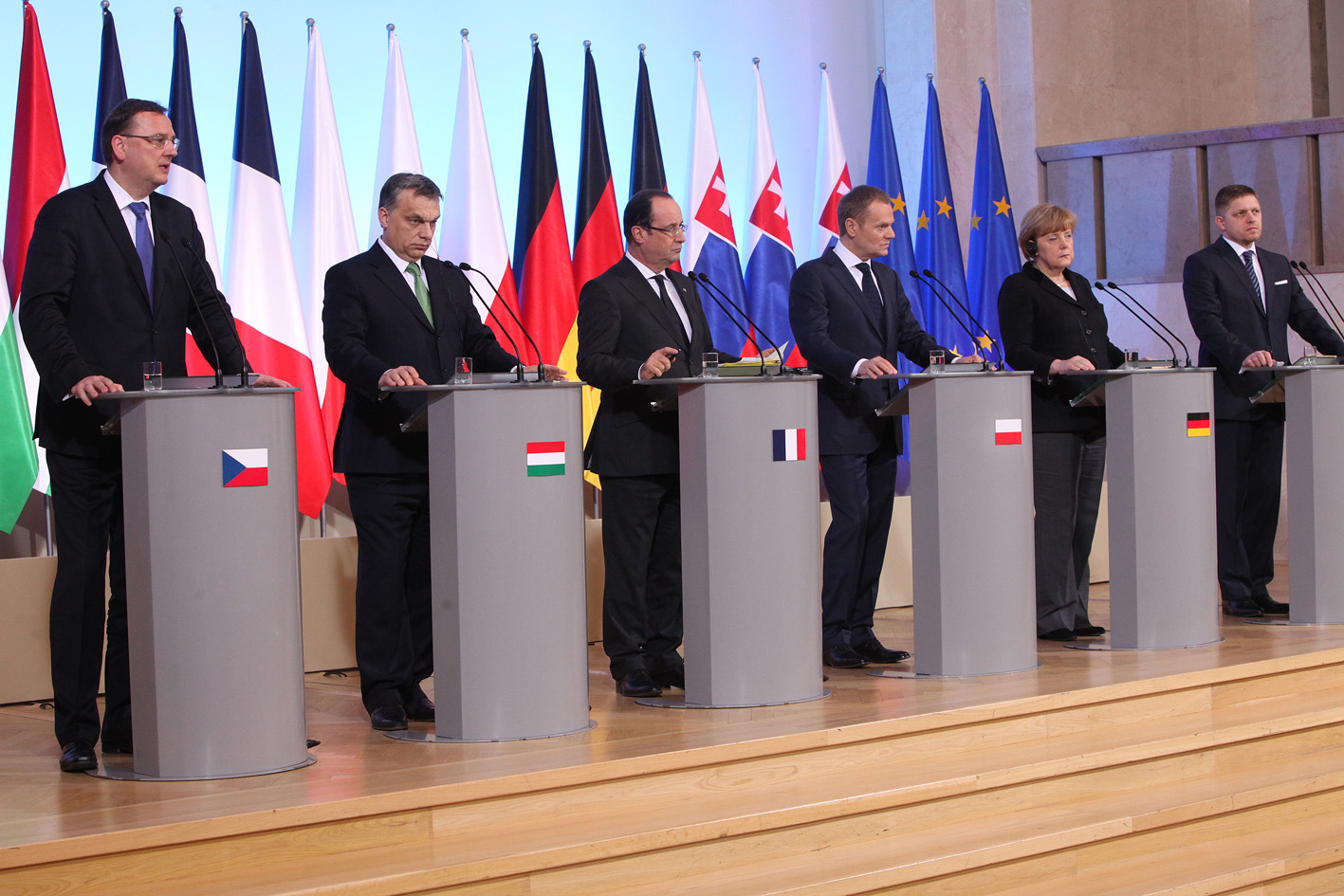
Spotkanie przywódców państw Grupy Wyszehradzkiej i Trójkąta Weimarskiego w Warszawie, 2013

V4 jest funkcjonującą od 1991 roku regionalną formą współpracy Polski, Czech, Słowacji i Węgier. Na poziomie politycznym współpraca wyszehradzka obejmuje spotkania na szczeblu prezydentów, premierów, przewodniczących parlamentów i ministrów.
Jedyną zinstytucjonalizowaną formą współpracy wyszehradzkiej jest utworzony w 2000 roku Międzynarodowy Fundusz Wyszehradzki wspierający przedsięwzięcia m.in. z zakresu kultury, nauki i wymiany młodzieży.

#### Trójkąt Weimarski
Trójkąt Weimarski stanowi nieformalny format współpracy między Polską, Niemcami i Francją służąc jako mechanizm konsultacji i wypracowywania stanowisk w sprawach polityki europejskiej. Kontakty polityczne odbywają się na poziomie prezydenckim, rządowym i parlamentarnym.

#### Trójmorze

Państwa uczestniczące w inicjatywie Trójmorza

Trójmorze jest formatem współpracy regionalnej 12 krajów Europy Środkowo-Wschodniej zapoczątkowanym w 2015 roku. Pierwszy szczyt przywódców państw odbył się w 2016 roku w Dubrowniku. Inicjatywa jest nakierowana na pogłębienie współpracy politycznej i gospodarczej regionu (w szczególności w zakresie infrastruktury energetycznej, transportowej i telekomunikacyjnej). W deklaracji przyjętej na szczycie w Bukareszcie w 2018 roku za trzy główne cele Trójmorza uznano:
- zdynamizowanie rozwoju gospodarczego,
- wzmocnienie spójności UE,
- wzbogacenie więzi transatlantyckich.

W tym celu w 2019 roku powołano Fundusz Trójmorza.

#### Trójkąt Lubelski

Logo Trójkąta Lubelskiego

Powstanie nowego trójstronnego formatu współpracy ogłoszono 28 lipca 2020 roku w Lublinie podczas spotkania ministrów spraw zagranicznych Polski, Litwy i Ukrainy. Celem inicjatywy jest wzmocnienie współpracy politycznej, ekonomicznej, kulturalnej i społecznej między trzema krajami, a także pomoc Ukrainie w odzyskaniu integralności terytorialnej i integracji z Unią Europejską i NATO.
W grudniu 2021 roku odbyło się pierwsze spotkanie na szczeblu prezydentów, zaś w marcu 2022 roku – na szczeblu premierów.
Innymi, wcześniej już istniejącymi, formami współpracy trójstronnej są: Zgromadzenie Parlamentarne Sejmu i Senatu RP, Sejmu Republiki Litewskiej i Rady Najwyższej Ukrainy oraz Brygada litewsko-polsko-ukraińska.

#### Format 14+1
14+1 (początkowo 16+1) jest formatem współpracy pomiędzy Chińską Republiką Ludową a państwami Europy Środkowo-Wschodniej zapoczątkowanym na szczycie w Warszawie w 2012 roku. Jest on związany z chińską inicjatywą Nowego Jedwabnego Szlaku.

#### Proces Berliński
Proces Berliński jest inicjatywą wspierającą współpracę regionalną państw Bałkanów Zachodnich i uzupełniającą politykę rozszerzenia Unii Europejskiej. W 2018 roku do inicjatywy dołączyła Polska, która w następnym roku organizowała Szczyt Bałkanów Zachodnich w Poznaniu.

## Stosunki bilateralne

### Ameryka Północna

#### Stosunki polsko-amerykańskie

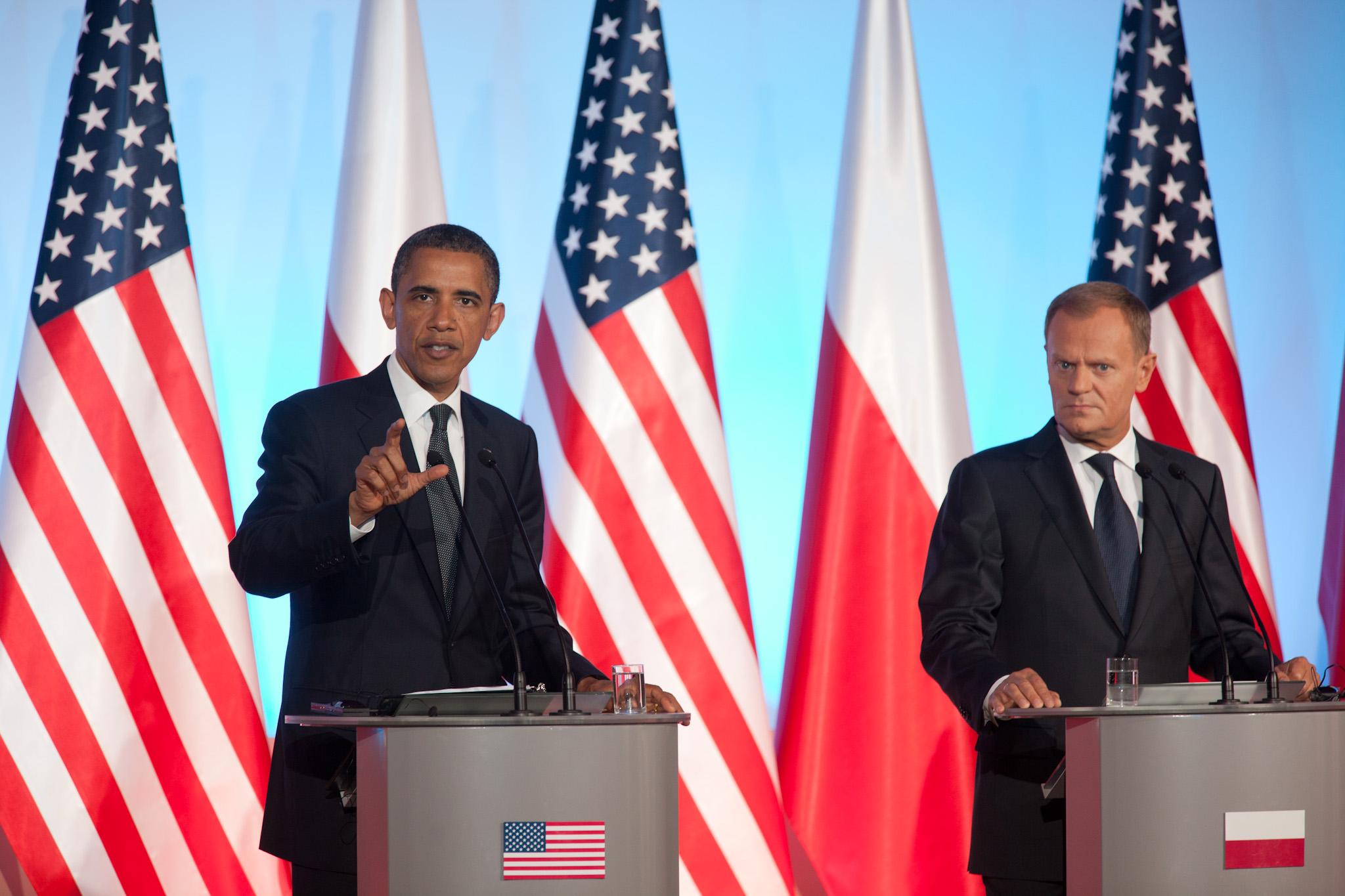
Spotkanie prezydenta USA Baracka Obamy i premiera Polski Donalda Tuska, 2011

Już na początku polskiej transformacji Polska dążyła do znalezienia się w strukturach, w których uczestniczyły Stany Zjednoczone, gdyż w odróżnieniu od państw Europy, uważano je za pewniejszego gwaranta bezpieczeństwa. Wybór członkostwa w NATO jako jednego z naczelnych celów polskiej polityki zagranicznej oznaczał równocześnie dużą koncentrację wysiłków dyplomacji na kierunku amerykańskim. Nawiązaniu bliższych relacji z USA sprzyjało kilka czynników, w tym:
- poparcie udzielane przez USA antykomunistycznej opozycji demokratycznej;
- duża sympatia społeczeństwa i elit dla Stanów Zjednoczonych;
- amerykańskie poparcie dla polskich reform i chęć wzmocnienia roli Polski jako czynnika stabilizacji w regionie;
- ograniczone pole działania w Europie – stopniowa rezygnacja Rosji z prozachodniego kursu, wojny na Bałkanach i brak otwartości powstającej Unii Europejskiej na nowych członków powodowały, że USA dążyły do poszerzenia strefy bezpieczeństwa o kraje Europy Środkowej.

Zbieżność interesów państw Europy Środkowo-Wschodniej i Stanów Zjednoczonych skłaniała do współpracy w wymiarze europejskim, euroatlantyckim i globalnym, nie przekładało się to jednak szczególnie na stosunki bilateralne poszczególnych krajów z USA. W przypadku Polski stosunki z USA przez wiele lat bazowały przede wszystkim na podstawach politycznych, zaś inne wymiary współpracy były niewielkie. W relacjach Polski ze Stanami Zjednoczonymi wyróżnia się trzy okresy: 
- 1989–1999 – okres starań o członkostwo w NATO
- 1999–2007 oraz od 2015 – próby ustanowienia strategicznego partnerstwa
- 2007–2015 – próby równoważenia partnerstwa.

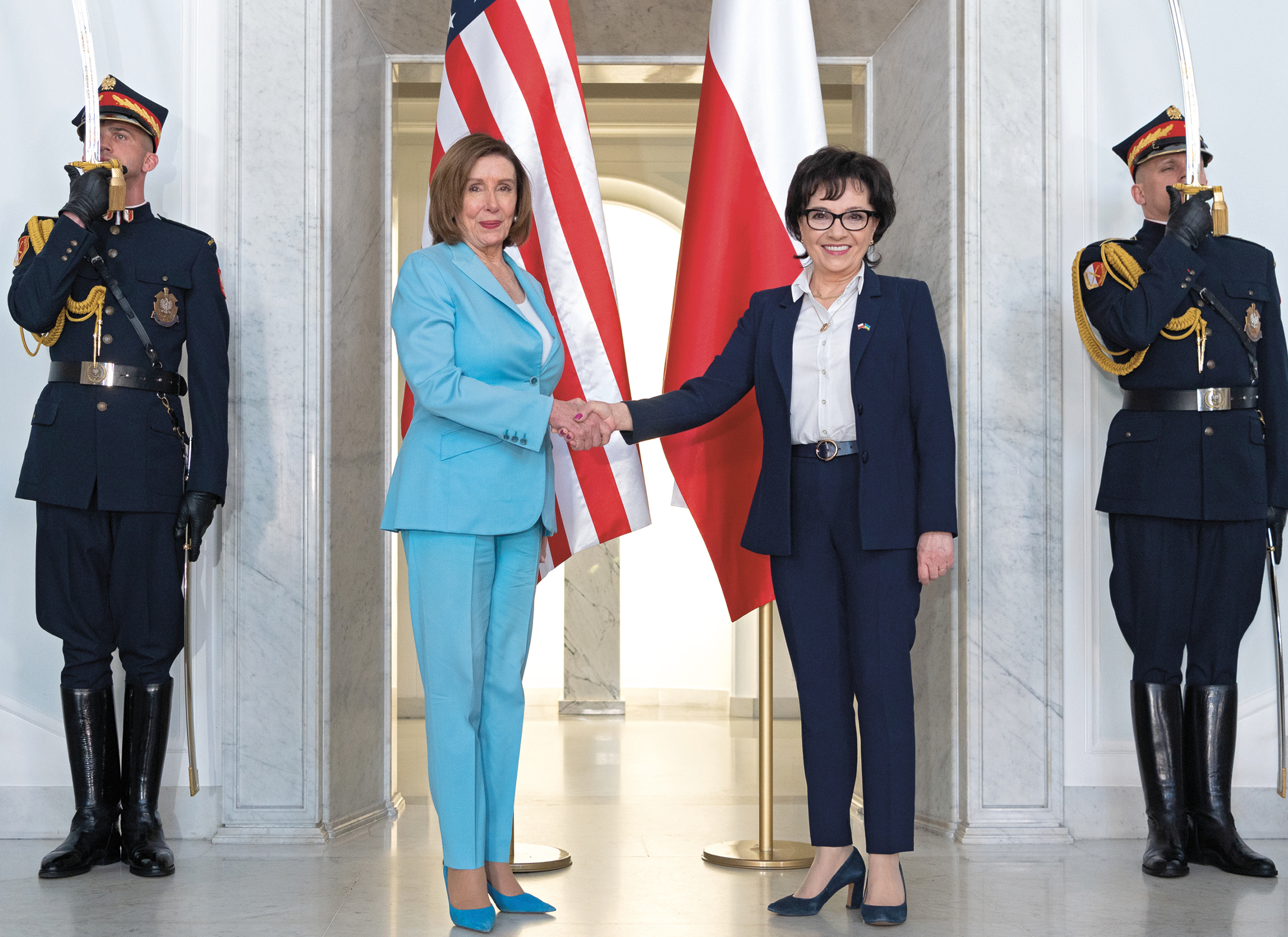
Spotkanie marszałek Sejmu RP Elżbiety Witek i przewodniczącej Izby Reprezentantów USA Nancy Pelosi, 2022

W drugiej i trzeciej dekadzie XXI wieku czynnikami wpływającymi na dynamikę współpracy polsko-amerykańskiej są przewartościowania w ramach polityki zagranicznej, bezpieczeństwa i obrony USA oraz zmiana sytuacji w zakresie bezpieczeństwa w Europie Środkowej i Wschodniej. Istotne jest także pogłębienie współpracy gospodarczej (w szczególności w zakresie energetyki jądrowej i dostaw gazu LNG), dzięki czemu relacje dwustronne nie ograniczają się do filaru polityczno-militarnego.
We wrześniu 2018 roku przyjęta została deklaracja „Obrona wolności i budowanie dobrobytu poprzez polsko-amerykańskie partnerstwo strategiczne”, która rozszerzyła możliwości wsparcia administracji USA dla realizacji polskich priorytetów w zakresie polityki bezpieczeństwa (m.in. wzmocnienia amerykańskiej obecności wojskowej w Polsce). W relacjach dwustronnych polskie priorytety obejmują: rozszerzenie obecności sił amerykańskich w naszym kraju w ramach wzmacniania wschodniej flanki NATO, wspólne projekty w sferze bezpieczeństwa i obronności (takie jak instalacja amerykańskiego systemu obrony przeciwrakietowej w Redzikowie czy współpraca sił lotniczych obu państw).
15 sierpnia 2020 roku  podpisana została dwustronna umowa o wzmocnionej współpracy obronnej między Stanami Zjednoczonymi a Polską.
Podstawą współpracy w zakresie nauki jest podpisana w kwietniu 2018 roku umowa o współpracy naukowo-technicznej. W tym samym roku podpisano list intencyjny pomiędzy polskimi resortami nauki i zdrowia a  amerykańskim Departamentem Zdrowia i Opieki Społecznej o współpracy w zakresie nauk medycznych.

#### Stosunki polsko-kanadyjskie

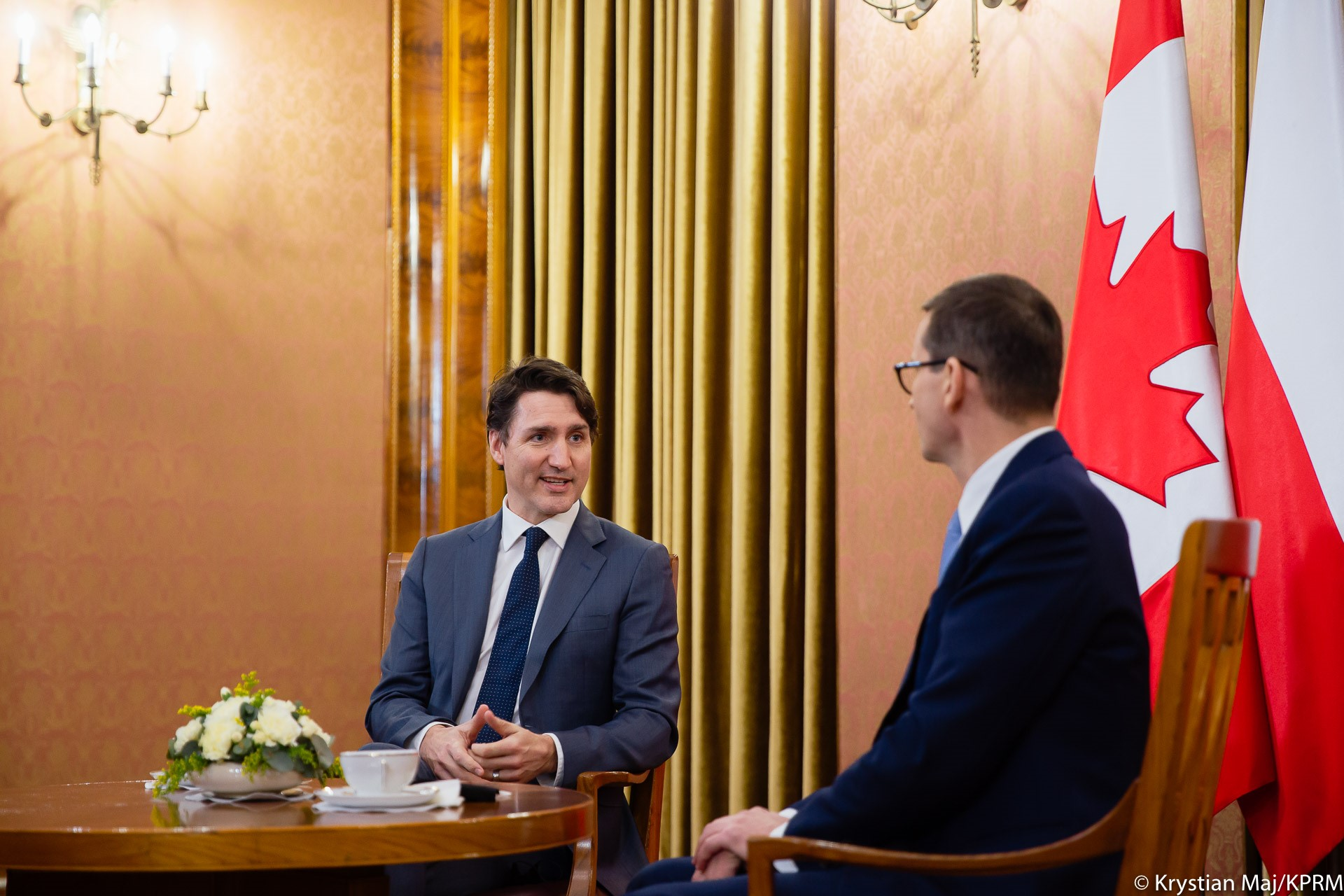
Spotkanie premiera Polski Mateusza Morawieckiego i premiera Kanady Justina Trudeau w Warszawie, 2022

Ważnym aspektem stosunków polsko-kanadyjskich są kwestie bezpieczeństwa i współpracy wojskowej, co jest związane ze wspólnym członkostwem w NATO. W latach 2014–2017 w Drawsku Pomorskim stacjonowało ok. dwustu żołnierzy kanadyjskich w ramach operacji NATO Reassurance, zaś w czerwcu 2017 polskie i kanadyjskie wojsko rozpoczęło współpracę w ramach Batalionowej Grupy Bojowej eFP NATO na Łotwie. Współpraca obejmuje także udział we wspólnych szkoleniach i ćwiczeniach wojskowych (np. udział polskich żołnierzy w ćwiczeniu Maple Resolve 18 czy żołnierzy kanadyjskich w manewrach wojskowych ANAKONDA).
Wartość wymiany handlowej między oboma krajami w 2023 osiągnęła wartość 2,86 mld USD z saldem dodatnim po stronie Polski (wartość polskiego eksportu – 1,88 mld USD).

### Europa Zachodnia

#### Stosunki polsko-brytyjskie

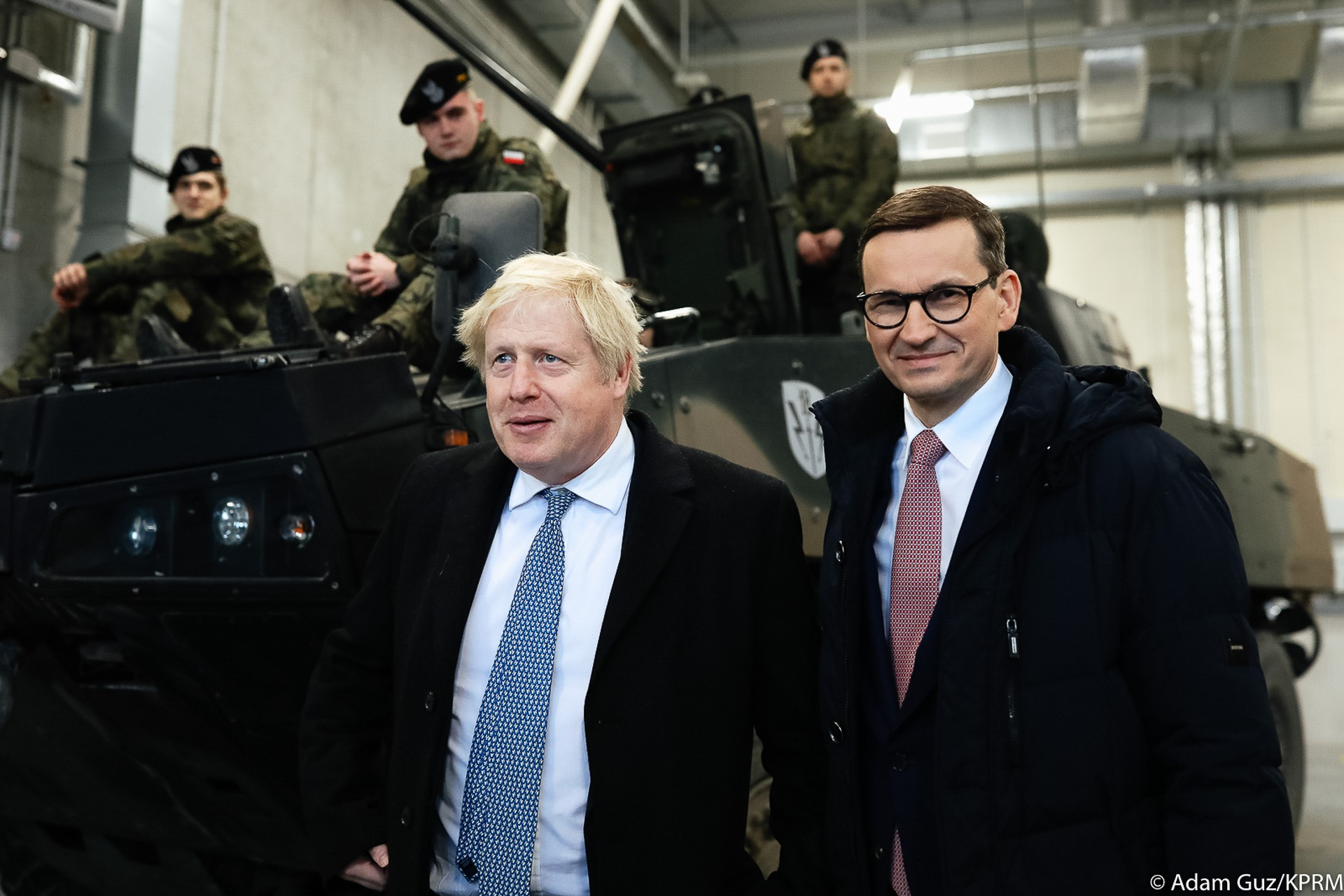
Spotkanie premierów Mateusza Morawieckiego i Borisa Johnsona, 2022

Przemiany polityczne po 1989 roku umożliwiły powrót do bliskiej współpracy dwustronnej. Wielka Brytania wspierała polskie przemiany systemowe i popierała dążenie Polski do członkostwa w NATO i Unii Europejskiej. Brytyjski model ekonomiczny był jednym z punktów odniesienia polskiej transformacji ekonomicznej. Przystąpienie do Unii Europejskiej w 2004 otworzyło także drogę do bliższej współpracy między oboma krajami. Polska i UK prezentowały zbliżone stanowiska dotyczące gospodarki europejskiej (m.in. konkurencyjność rynku wewnętrznego, regulacje rynku pracy, rynek cyfrowy, polityka handlowa). Istotne znaczenie miała decyzja rządu brytyjskiego o otwarciu rynku pracy dla polskich obywateli po przystąpieniu Polski do UE. Spowodowało to, że Polacy są obecnie największą grupą narodowościową w Zjednoczonym Królestwie. Dwustronna współpraca polityczna obejmuje m.in. konsultacje międzyrządowe, spotkania ministrów spraw zagranicznych i obrony (tzw. Kwadryga) oraz kontakty parlamentarne.

#### Stosunki polsko-francuskie

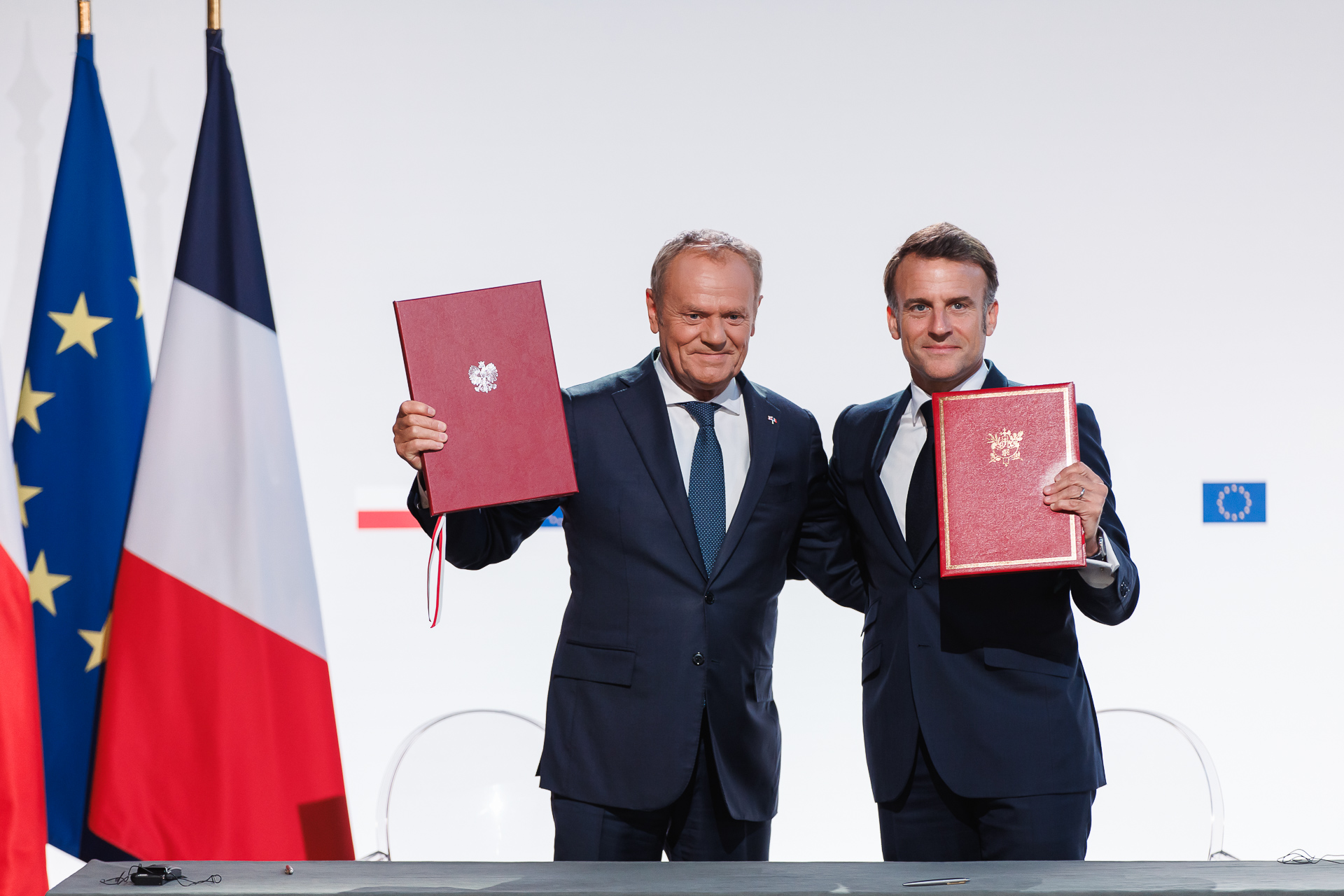
Spotkanie prezydenta Francji Emmanuela Macrona i premiera Polski Donalda Tuska w Nancy, 2025

Podstawowym dokumentem regulującym stosunki między Polską a Francją jest Traktat o przyjaźni i solidarności z 9 kwietnia 1991 roku. Obowiązujące umowy dwustronne dotyczą spraw związanych m.in. ze współpracą w dziedzinie: spraw wewnętrznych (1996 r.), obronności (2002 r.), kultury i edukacji (2004), nauki i technologii (2008), wzajemnej ochrony informacji niejawnych (2008 r.) oraz koprodukcji filmowej (2012 r.). Współpraca rozwija się w oparciu o przyjętą w 2008 deklarację o Polsko-Francuskim Partnerstwie Strategicznym, a następnie o ustanowiony w 2013 r. Program Współpracy na rzecz jego realizacji. Rozwojowi wzajemnych kontaktów sprzyjał mechanizm, organizowanych od 2004 r., konsultacji międzyrządowych pod przewodnictwem premiera Polski i prezydenta Francji. Podczas wizyty prezydenta Emmanuela Marcona w Polsce w 2020 roku przyjęto Polsko-Francuski Program Współpracy na lata 2020–2023 stanowiący odnowienie Partnerstwa Strategicznego z 2008 roku.
Francja zaliczana jest do kluczowych partnerów gospodarczych Polski. W 2022 roku wartość obrotów handlowych osiągnęła wartość ponad 30 mln euro. Polska podobnie jak w poprzednich latach notowała saldo dodatnie (wartość eksportu wyniosła 19,6 mld euro, co stawiało Francję na 3. miejscu wśród partnerów eksportowych Polski).
Oba kraje wspólnie z Niemcami współpracują w ramach formatu Trójkąta Weimarskiego.

#### Stosunki polsko-niemieckie

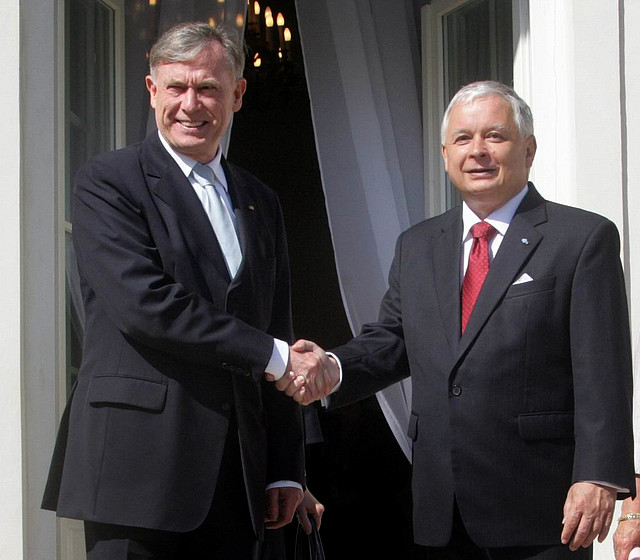
Spotkanie prezydenta Polski Lecha Kaczyńskiego i prezydenta Niemiec Horsta Köhlera, 2009

Podstawą współczesnych dwustronnych stosunków politycznych jest Polsko-niemiecki traktat o dobrym sąsiedztwie zawarty 17 czerwca 1991 roku. Ponadto zawarte zostały umowy dotyczące nauki i kultury. Stosunki polsko-niemieckie determinowane są przez wspólne członkostwo w Unii Europejskiej i NATO.
W historii stosunków polsko-niemieckich po 1989 roku można wyróżnić następujące okresy:
- 1990–1998 – okres pojednania i porozumienia naznaczony poparciem Niemiec dla integracji Polski ze strukturami europejskimi
- 1998–2007 – okres pogorszenia relacji (wśród przyczyn m.in. odmienny stosunek do Rosji i polityki amerykańskiej oraz kwestie polityki historycznej)
- 2007–2015 – okres poprawności i dążenia do zrównoważonego partnerstwa
- od 2015 – ponowne pogorszenie relacji.

Wśród kwestii spornych i problematycznych wymienia się m.in. różnice dotyczące polityki wschodniej (szczególnie w odniesieniu do Rosji), różne wizje integracji europejskiej czy status prawny polskiej mniejszości narodowej w Niemczech.
Według niemieckich danych statystycznych wartość wymiany handlowej między oboma państwami w 2023 roku wyniosła 171,4 mld euro z saldem dodatnim po stronie Niemiec (wartość niemieckiego importu do Polski – 90,6 mld euro).
Według Narodowego Banku Polskiego, w 2022 roku firmy z Niemiec niemieckie były drugimi co do wielkości inwestorami bezpośrednimi w Polsce (wartość inwestycji – 42,6 mld euro). Zakładają one przede wszystkim oddziały produkcyjne działające przede wszystkich w branżach: motoryzacyjnej, przemysłu maszynowego oraz przemysłu elektrycznego.
Istotne znaczenie dla dwustronnych relacji mają także wymiana młodzieży i współpraca akademicka.

#### Stosunki polsko-hiszpańskie

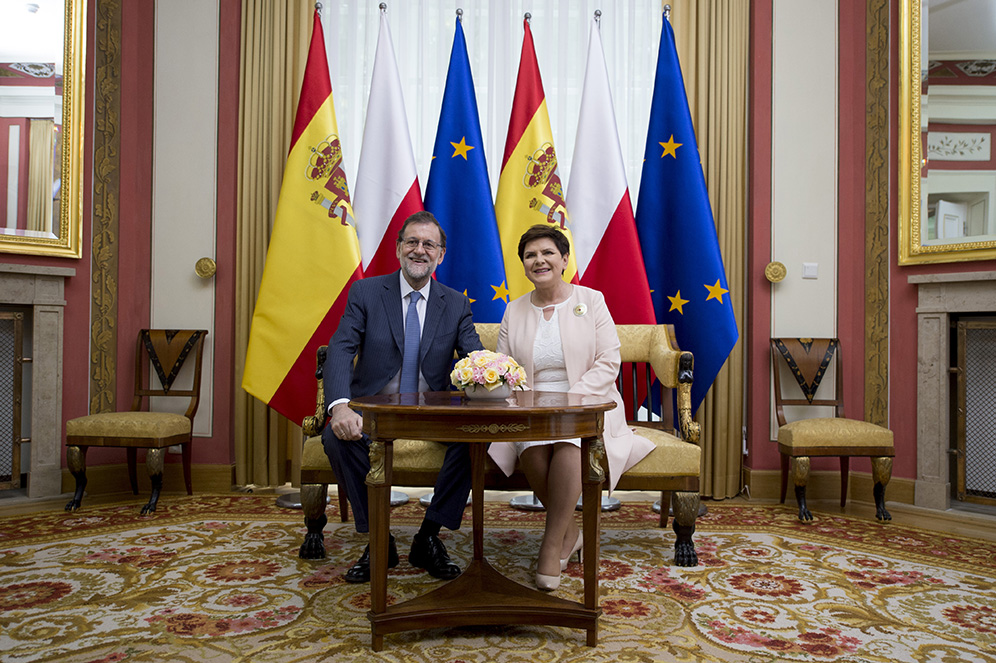
Spotkanie premierów Polski i Hiszpanii w ramach konsultacji międzyrządowych w Warszawie, 2017

Pierwszym dokumentem strategicznym z zakresu relacji dwustronnych po transformacji ustrojowej był Traktat o Przyjaźni i Współpracy z 1992 roku. Relacje uzyskały uprzywilejowany status na mocy deklaracji podpisanej w 1998 r. przez premierów Jerzego Buzka i José María Aznara. Jednym z elementów dialogu politycznego jest mechanizm konsultacji międzyrządowych. Podczas konsultacji przeprowadzonych w 2021 roku podpisano sześć porozumień sektorowych dotyczących współpracy przy rozwoju Centralnego Portu Komunikacyjnego, o współpracy między resortami spraw zagranicznych i akademiami dyplomatycznymi, o współpracy w zakresie cyberbezpieczeństwa, współpracy w zakresie polityki przemysłowej oraz współpracy w zakresie kultury, edukacji i nauki.
Według danych z 2024 roku Hiszpania jest dziewiątym partnerem gospodarczym Polski pod względem eksportu (10,2 mld euro). Import z Hiszpanii osiągnął 7,8 mld wartość euro. Od 2012 roku notuje się dodatnie saldo wymiany handlowej po stronie Polski.

#### Stosunki polsko-włoskie
Formalną podstawą stosunków bilateralnych jest traktat o przyjaźni i współpracy sporządzony w 1991 roku. Polskę i Włochy łączy członkostwo w Unii Europejskiej i NATO. 
W 2023 roku wartość polsko-włoskich obrotów handlowych wyniosła prawie 33 mld euro z saldem dodatnim po stronie włoskie. Według danych za rok 2022 roku, w Polsce funkcjonowało ponad 1100 podmiotów z kapitałem włoskim

### Europa Północna

#### Stosunki polsko-litewskie

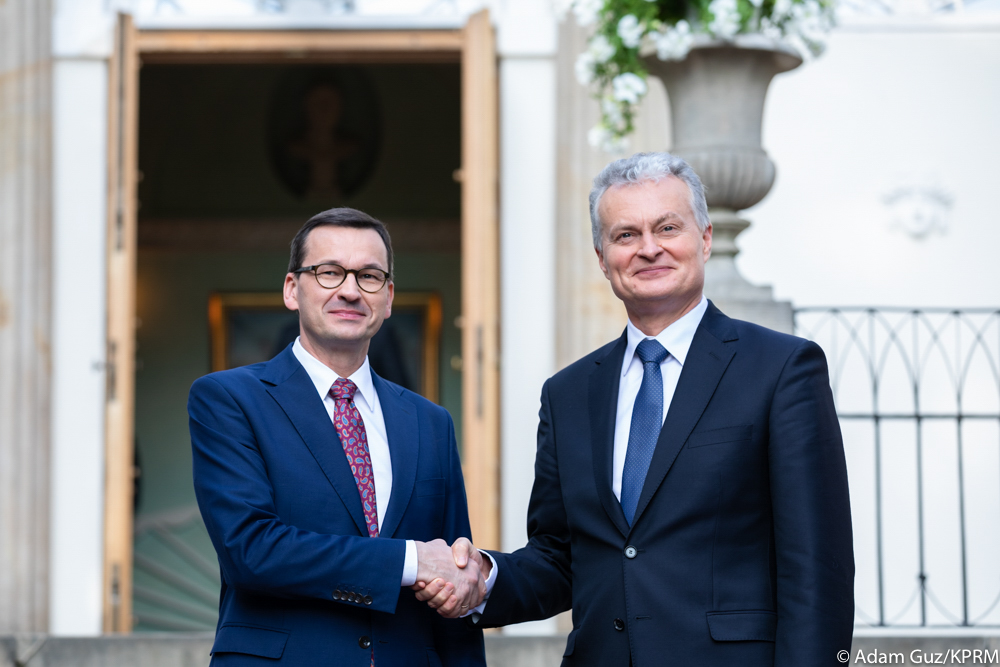
Spotkanie premiera Mateusza Morawieckiego i prezydenta Litwy Gitanasa Nausėdy w Warszawie, 2019

Wznowienie stosunków dyplomatycznych między Polską a Litwą nastąpiło 5 września 1991 roku. 26 kwietnia 1994 w Wilnie podpisano traktat o przyjaznych stosunkach i dobrosąsiedzkiej współpracy. Jedną z instytucjonalnych form współpracy politycznej jest Zgromadzenie Poselskie Sejmu RP i Sejmu RL. W 2019 roku prezydenci obu państw podpisali deklarację o wzmocnieniu polsko-litewskiego partnerstwa w zakresie bezpieczeństwa. Od 2020 roku oba kraje wspólnie z Ukrainą zainicjowały nowy format współpracy politycznej – Trójkąt Lubelski.
Polska należy do jednych z najistotniejszych partnerów gospodarczych Litwy. W 2023 roku wartość obrotów handlowych między państwami wyniosła prawie 9 mld euro.
Współpracę w dziedzinie kultury i edukacji reguluje umowa o współpracy w dziedzinie kultury, oświaty i nauki z 17 grudnia 1998 r. W 2007 roku powstał Polsko-Litewski Fundusz Wymiany Młodzieży.

#### Stosunki polsko-łotewskie

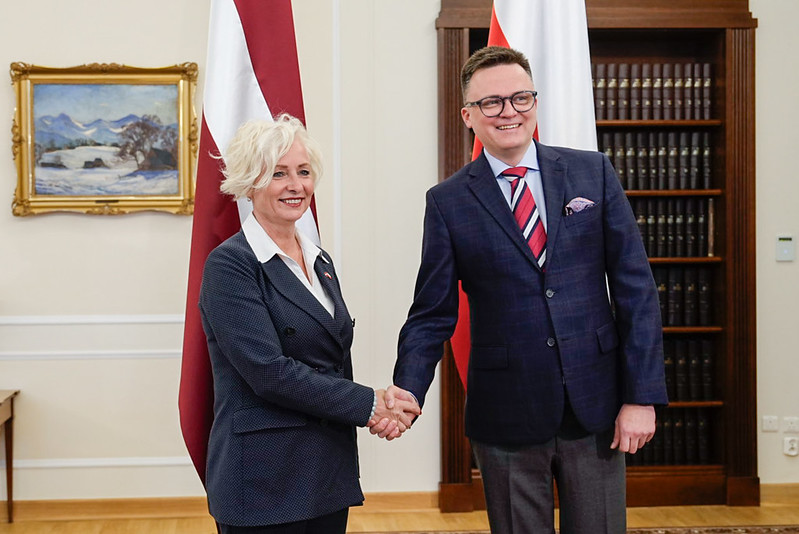
Marszałek Sejmu Szymon Hołownia i przewodnicza Sejmu Łotwy Daiga Mieriņa, 2024

Podstawą współczesnych stosunków polsko-łotewskich jest podpisany 1 lipca 1992 w Rydze traktat o przyjaźni i współpracy. Polskę i Łotwę łączy wspólne członkostwo w Unii Europejskiej, NATO i Radzie Państwa Morza Bałtyckiego, a także uczestnictwo w formatach Trójmorza i Bukaresztańskiej Dziewiątki.
Obroty handlowe między oboma państwami w 2023 roku wyniosły prawie 3 mld euro. Do najważniejszych polskich firm działających na Łotwie należy Orlen Lietuva (największy dostawca paliw do stacji benzynowych na Łotwie). Od 2014 roku na rynku łotewskim funkcjonuje także polska spółka ubezpieczeniowa PZU.
Podstawę prawną dwustronnej współpracy w zakresie edukacji i kultury stanowi umowa o współpracy kulturalno-edukacyjnej z 2006 roku.

#### Stosunki polsko-estońskie

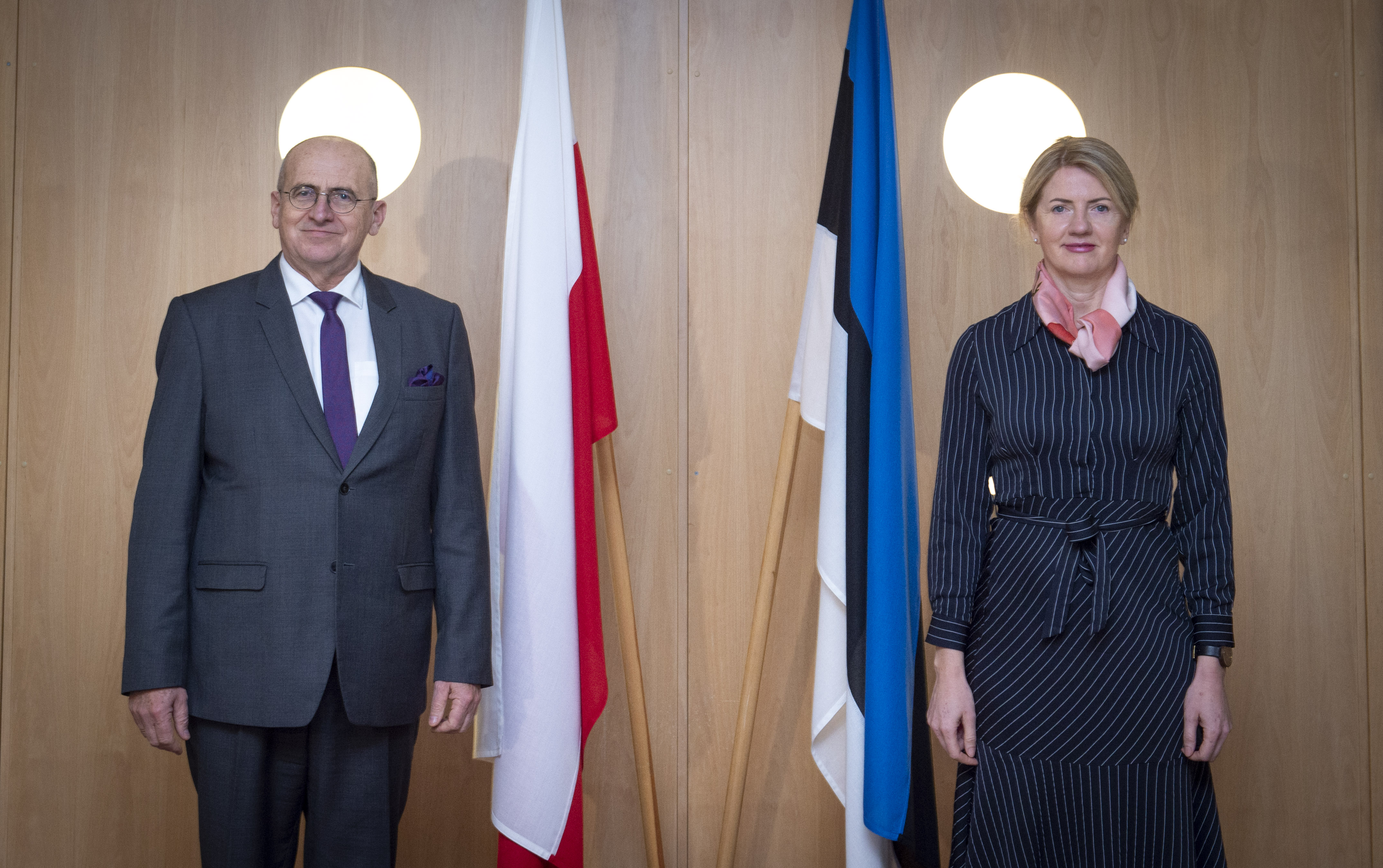
Szefowie dyplomacji Polski i Estonii Zbigniew Rau i Eva-Maria Liimets podczas spotkania w Tallinnie, 2022

Stosunki dyplomatyczne między oboma państwami zostały odnowione 2 września 1991 roku. 2 lipca 1992 roku w Tallinnie podpisano traktat o przyjaznej współpracy i bałtyckim dobrosąsiedztwie. Istotne znaczenie ma współpraca w zakresie bezpieczeństwa, m.in. na rzecz zwiększenia obecności NATO na wschodniej flance. Siły Powietrzne RP regularnie uczestniczą w misji Baltic Air Policing.
W latach 2022-2023 wartość obrotów handlowych przekraczała 2 mld euro rocznie z saldem dodatnim po stronie Polski .
Współpraca dwustronna ma miejsce także w sferze kultury i nauki. Współpraca uczelni i instytucji naukowych ma charakter zdecentralizowany i jest rozwijana bezpośrednio między zainteresowanymi podmiotami.

#### Stosunki polsko-duńskie

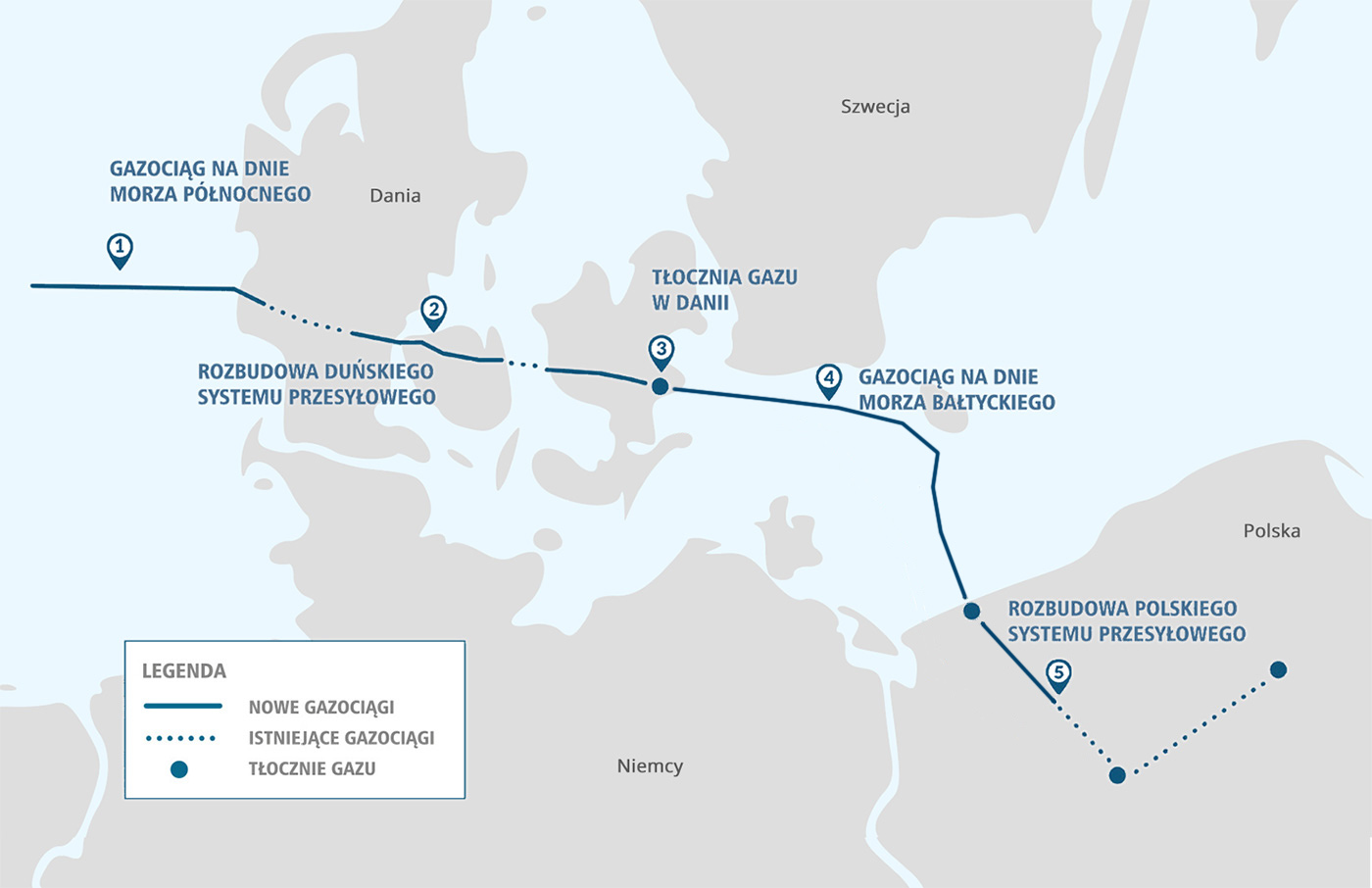
Trasa gazociągu Baltic Pipe

Polskę i Danię łączy członkostwo w Unii Europejskiej, NATO i Radzie Państw Morza Bałtyckiego.
Od 1999 utrzymuje się dodatnie dla Polski saldo wymiany handlowej. Jednocześnie Dania jest jednym z trzech krajów członkowskich Unii Europejskiej (obok Hiszpanii i Belgii), z którymi Polska odnotowuje ujemne saldo handlowe artykułami rolno-spożywczymi. Jednym z istotnych obszarów współpracy jest energetyka (gazociąg Baltic Pipe).

#### Stosunki polsko-norweskie

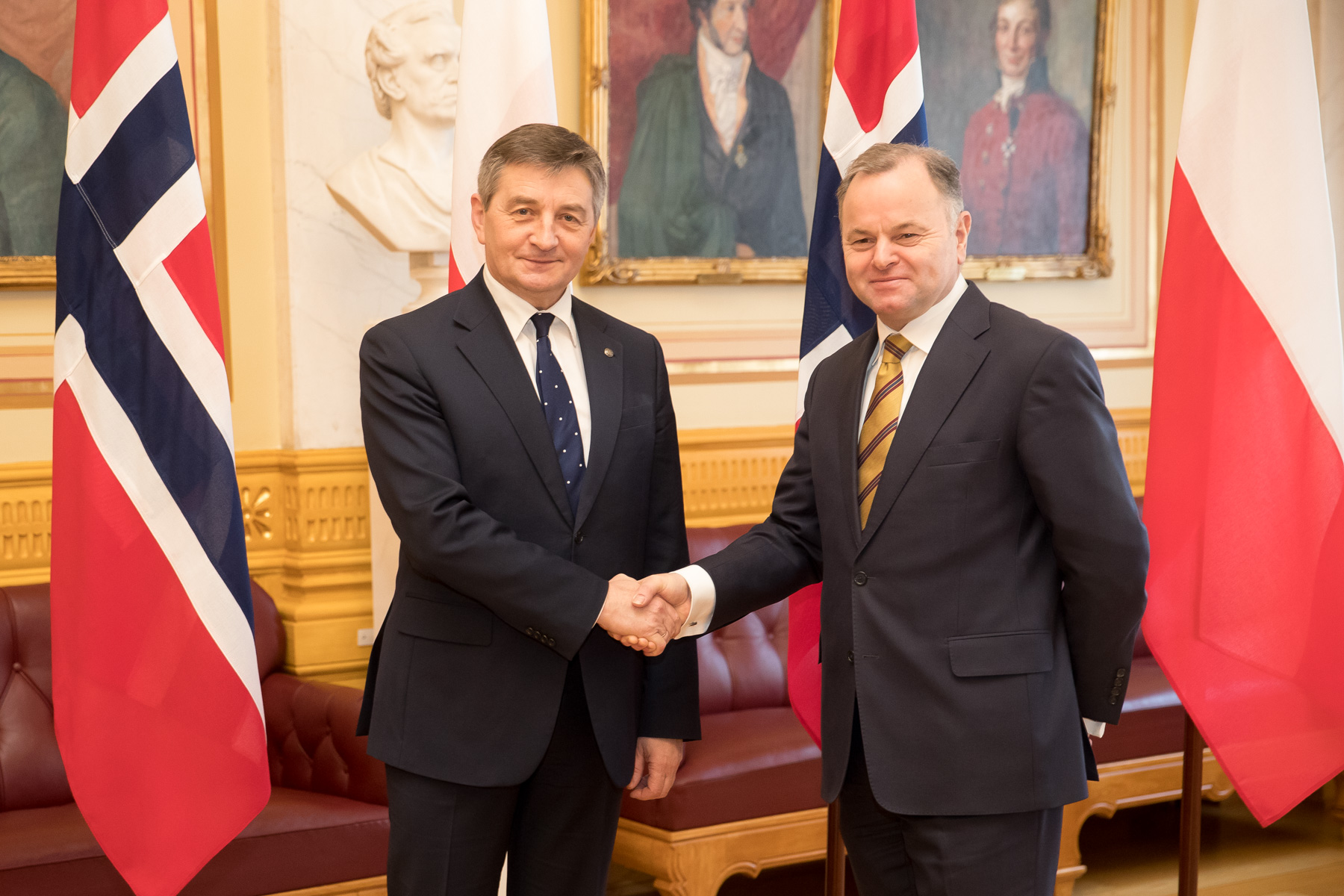
Spotkanie marszałka Sejmu Marka Kuchcińskiego i przewodniczącego parlamentu Norwegii Olemica Thommessena, 2017

Po wejściu Polski do Unii Europejskiej w 2004 roku podstawami polsko-norweskiej współpracy gospodarczej są Porozumienie o Europejskim Obszarze Gospodarczym oraz Umowa między Europejską Wspólnotą Gospodarczą a Królestwem Norwegii o wolnym handlu z 1973 roku. Jednym z rozwiązań wynikających z Układu o utworzeniu Europejskiego Obszaru Gospodarczego jest przyznanie Polsce oraz innym nowym krajom UE środków finansowych w ramach tzw. Mechanizmu Finansowego EOG oraz Mechanizmu Norweskiego. Norwegia jest ważnym partnerem w zakresie współpracy energetycznej i dywersyfikacji dostaw gazu do Polski (projekt Baltic Pipe).

### Europa Wschodnia

#### Stosunki polsko-rosyjskie

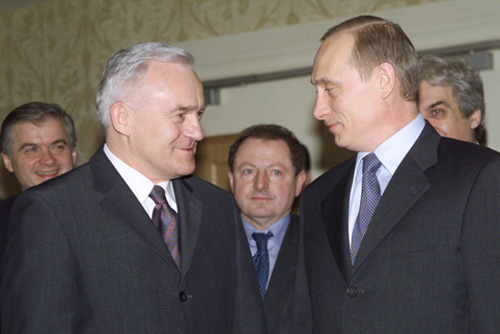
Spotkanie premiera Leszka Millera z prezydentem Rosji Władimirem Putinem, 2002

Formalną podstawą stosunków dwustronnych jest Traktat o przyjaźni i dobrosąsiedzkiej współpracy z 22 maja 1992 roku.
Przez większość okresu po 1989 roku stosunki polsko-rosyjskie były naznaczone napięciami i sporami, m.in. dotyczącymi zakresu suwerenności Polski, różnych wizji sąsiedztwa, polityki energetycznej oraz odmiennego spojrzenia na przeszłość.
W latach 2011–2014 Polska i Rosja wspólnie z Niemcami podejmowały współpracę polityczną w ramach formatu Trójkąta Kaliningradzkiego. Po aneksji Krymu i rozpoczęciu przez Rosję wojny w Donbasie stosunki polsko-rosyjskie uległy pogorszeniu, a kontakty polityczne zostały ograniczone. Polska poparła wprowadzone przez Unię Europejską sankcje przeciwko Rosji. Po rozpoczęciu inwazji Rosji na Ukrainę w 2022 roku, Polska jednoznacznie potępiła działania Rosji uznając ją za kraj terrorystyczny.

#### Stosunki polsko-ukraińskie

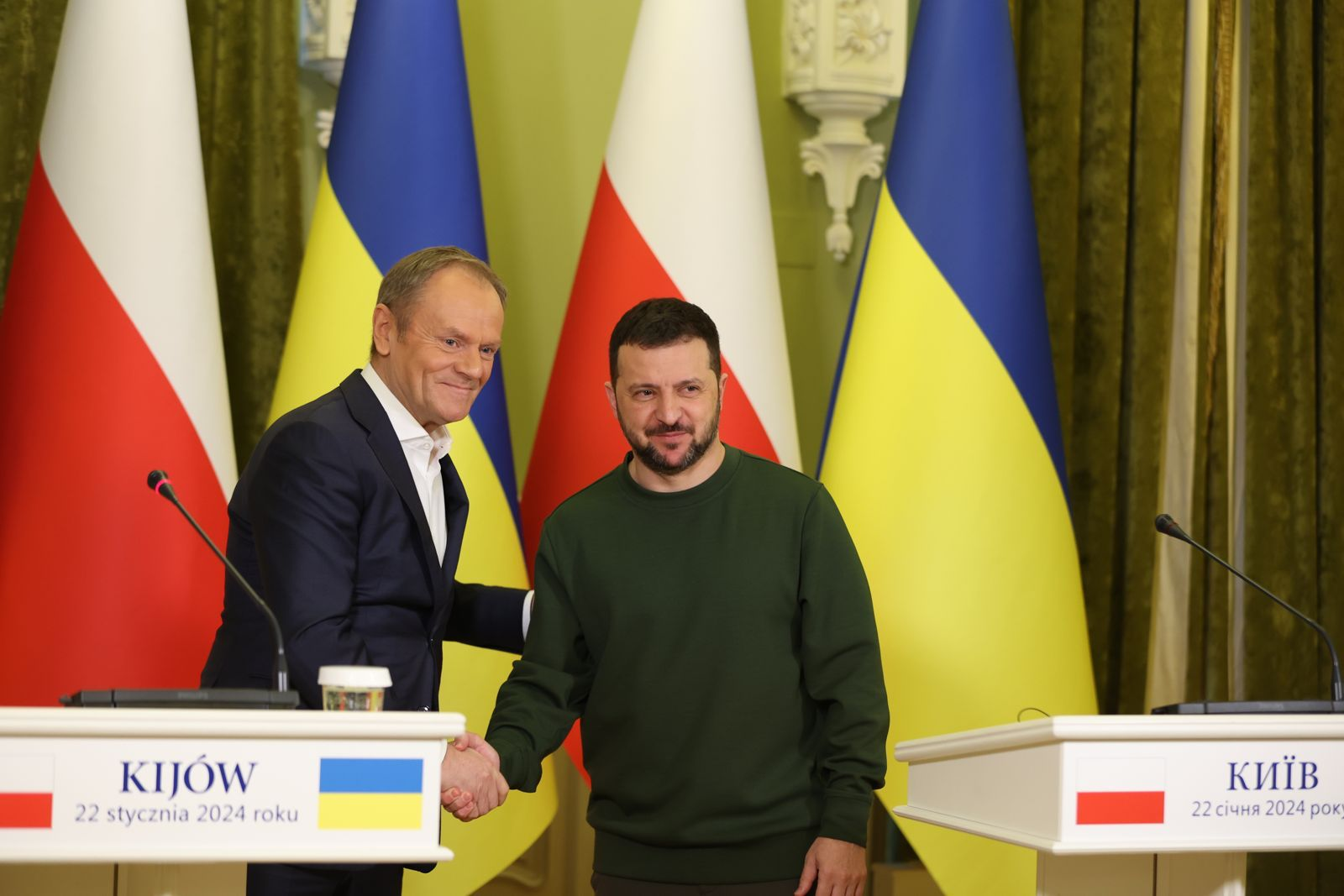
Spotkanie premiera Polski Donalda Tuska i prezydenta Ukrainy Wołodymyra Zełenskiego w Kijowie, 2024

Podstawą dwustronnych stosunków polsko-ukraińskich jest „Traktat o dobrym sąsiedztwie, przyjaznych stosunkach i współpracy” z 1992 roku.
Wyrazem poparcia dla europejskich aspiracji Ukrainy jest zainicjowany przez Polskę i Szwecję program Partnerstwa Wschodniego. Polska popiera integralność terytorialną Ukrainy nie uznając aneksji Krymu przez Rosję oraz separatystycznych republik we wschodniej Ukrainie. W 2020 roku Polska i Ukraina, wspólnie z Litwą, rozpoczęły współpracę w ramach nowego formatu – Trójkąta Lubelskiego.
Po rozpoczęciu inwazji Rosji Polska udzieliła Ukrainie pomocy zbrojeniowej, finansowej i humanitarnej oraz przyjęła uchodźców wojennych. 1 czerwca 2022 roku w Kijowie odbyły się pierwsze polsko-ukraińskie konsultacje międzyrządowe pod przewodnictwem premierów obu państw.
Od 2005 roku Ukraina należy do priorytetowych partnerów programu polskiej pomocy rozwojowej, który obejmuje m.in. wsparcie procesu reform administracji, finansów publicznych i edukacji, pomoc stypendialną oraz pomoc osobom poszkodowanym w wyniku konfliktu na wschodzie Ukrainy.

#### Stosunki polsko-białoruskie
Podstawą stosunków dwustronnych jest traktat o dobrym sąsiedztwie i przyjaznej współpracy z 1992 roku. Od 2020 roku stosunki polsko-białoruskie znajdują się w głębokim impasie, który jest związany z masowymi represjami politycznymi na Białorusi (w tym skierowanymi przeciwko polskiej mniejszości narodowej) oraz kryzysem migracyjnym. Polska udziela wsparcia białoruskiej opozycji demokratycznej.

#### Stosunki polsko-gruzińskie

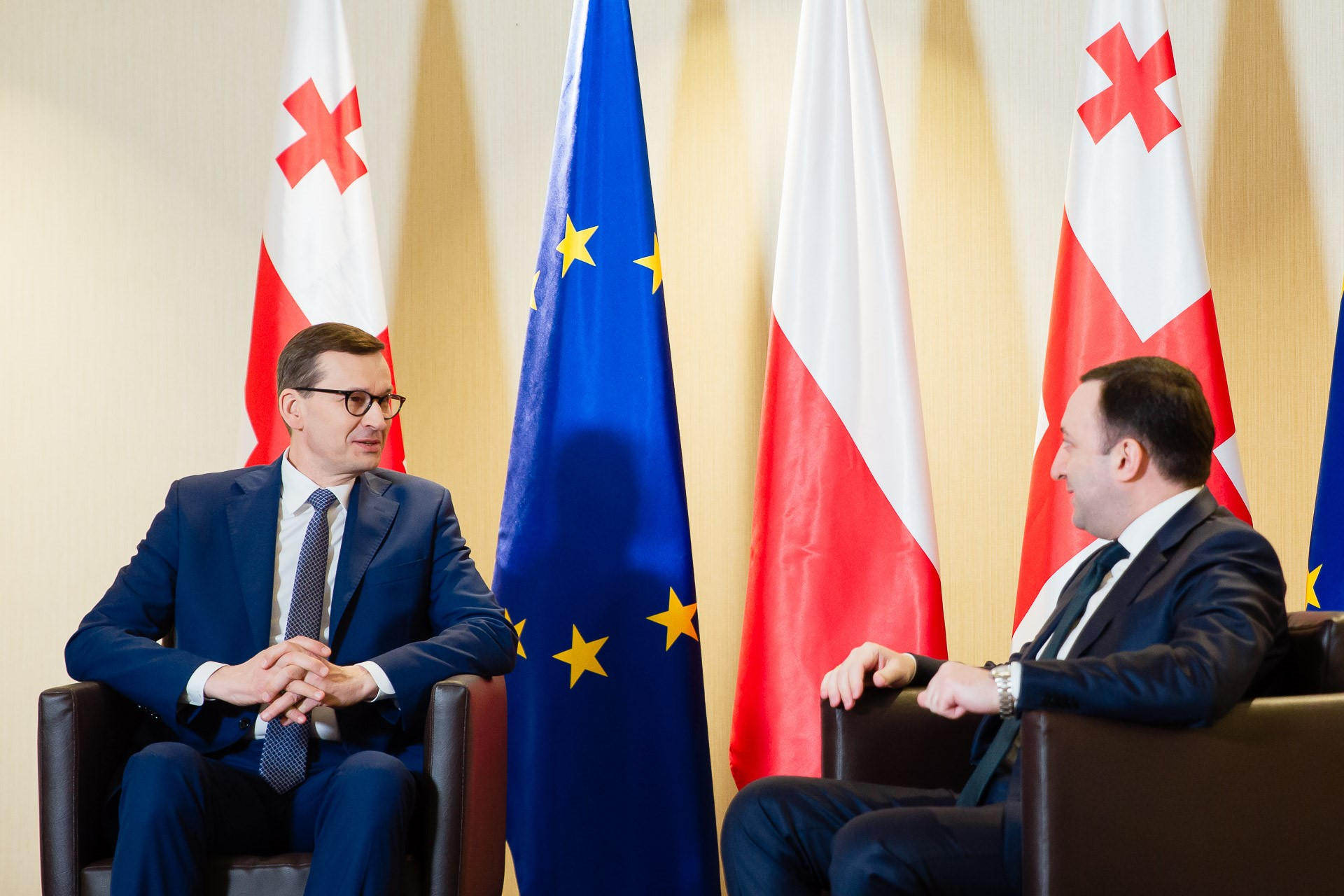
Premier Polski Mateusz Morawiecki i premier Gruzji Irakli Garibaszwili podczas spotkania w Batumi, 2022

Odnowienie stosunków polsko-gruzińskich nastąpiło po rozpadzie ZSRR i uzyskaniu przez Gruzję niepodległości. W kwietniu 1993 roku podpisano traktat o przyjaźni i współpracy oraz umowę o współpracy kulturalnej i naukowej. Intensyfikacja stosunków politycznych nastąpiła po rewolucji róż. Polska popiera integralność terytorialną i euroatlantyckie aspiracje Gruzji.
Od 2004 roku Gruzja znajduje się wśród krajów priorytetowych polskiej pomocy rozwojowej.

#### Stosunki polsko-mołdawskie
Stosunki między Polską a Mołdawią zostały nawiązane 14 lipca 1992 roku. Prawną podstawą relacji dwustronnych jest traktat o przyjaźni i współpracy z 1994 roku.
Polska jest postrzegana jako ważny partner Mołdawii w kontekście jej europejskich aspiracji. Od 2004 roku Mołdawia znajduje się wśród krajów priorytetowych polskiej pomocy rozwojowej.

### Europa Środkowa

#### Stosunki polsko-czeskie

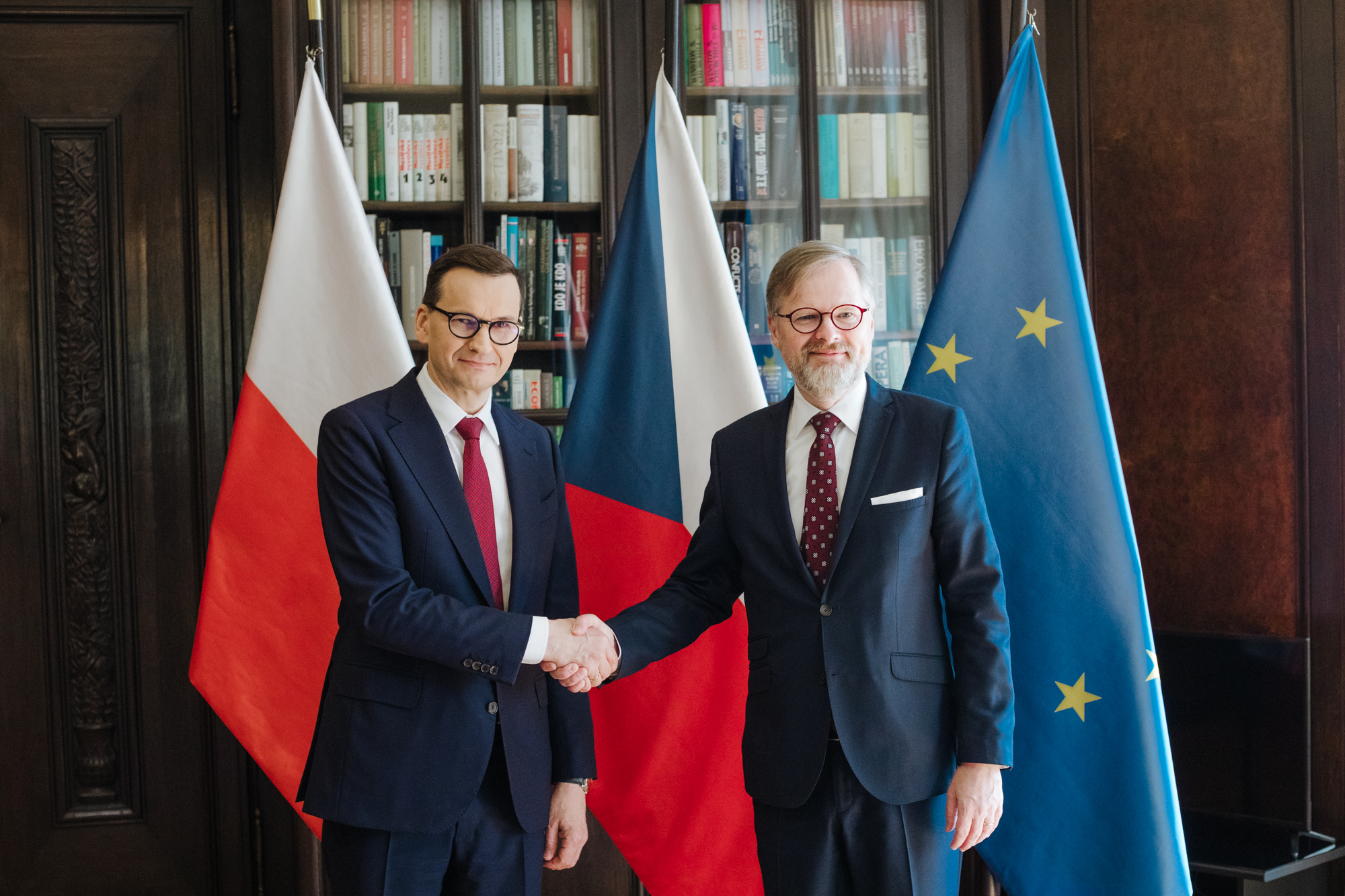
Spotkanie premierów Polski i Czech – Mateusza Morawieckiego i Petra Fiali w Pradze, 2022

Współpraca polityczna odbywa się na poziomie bilateralnym, jak i formacie regionalnym Grupy Wyszehradzkiej. Jednym z instrumentów kontaktów politycznych są konsultacje międzyrządowe pod przewodnictwem premierów obu państw. Czechy należą do najważniejszych partnerów gospodarczych Polski. Rozwoju współpracy na poziomie społeczeństwa obywatelskiego służy powołane w 2008 roku Forum Polsko-Czeskie. Podstawą współpracy w zakresie edukacji, nauki i kultury jest zawarta w 2003 roku w Pradze Umowa między Rządem Rzeczypospolitej Polskiej a Rządem Republiki Czeskiej o współpracy w dziedzinie kultury, szkolnictwa i nauki.

#### Stosunki polsko-słowackie

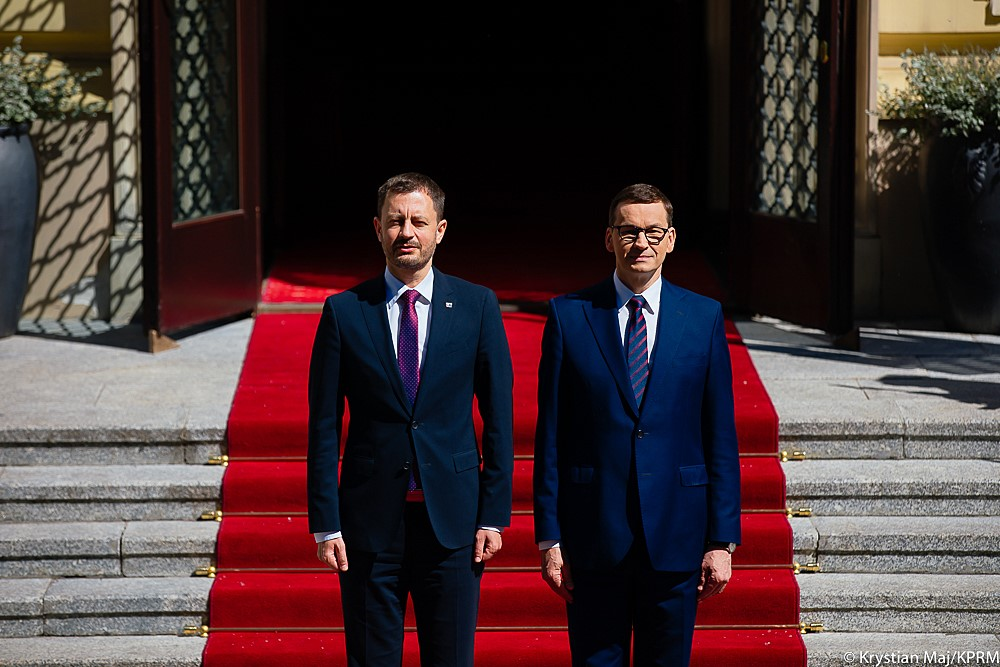
Premier Słowacji Eduard Heger podczas wizyty w Polsce, 2021

Stosunki polsko-słowackie zostały nawiązane w 1993 roku po podziale Czechosłowacji. Współpracę obu państw determinują m.in. wspólna granica, doświadczenia historyczne oraz współpraca na forum Unii Europejskiej i NATO, a także Grupy Wyszehradzkiej. Kontakty polityczne są bardzo intensywne, zaś jednym z mechanizmów współpracy politycznej są odbywające się od 2013 roku konsultacje międzyrządowe. Innym instrumentem dialogu polsko-słowackiego jest istniejące od 2012 Polsko-Słowackie Forum Dyskusyjne pod patronatem wiceministrów spraw zagranicznych obu państw. Jedną z płaszczyzn stosunków jest współpraca transgraniczna w ramach funkcjonującej od 1994 roku Polsko-Słowackiej Komisji Międzyrządowej ds. Współpracy Transgranicznej, której aktywność dotyczy zagadnień takich jak: współpraca samorządów, transgraniczne połączenia komunikacyjne, ochrona środowiska i polityka społeczna czy współpraca i pomoc podczas katastrof i klęsk żywiołowych.
Według danych z 2023 wartość wymiany handlowej między oboma krajami przekroczyła wartość 14 mld EUR z saldem dodatnim po stronie Polski, co czyniło ją trzecim co do wielkości obrotów partnerem handlowym Słowacji za Niemcami i Czechami. Największe obroty w wymianie handlowej dotyczą wyrobów przemysłu elektromaszynowego i metalurgicznego oraz artykułów rolno-spożywczych.
Dopełnieniem politycznego i ekonomicznego filaru stosunków jest współpraca z zakresu nauki, edukacji i kultury, co reguluje umowa między rządami Polski i Słowacji o współpracy kulturalnej, oświatowej i naukowej z 2000 roku.

#### Stosunki polsko-węgierskie

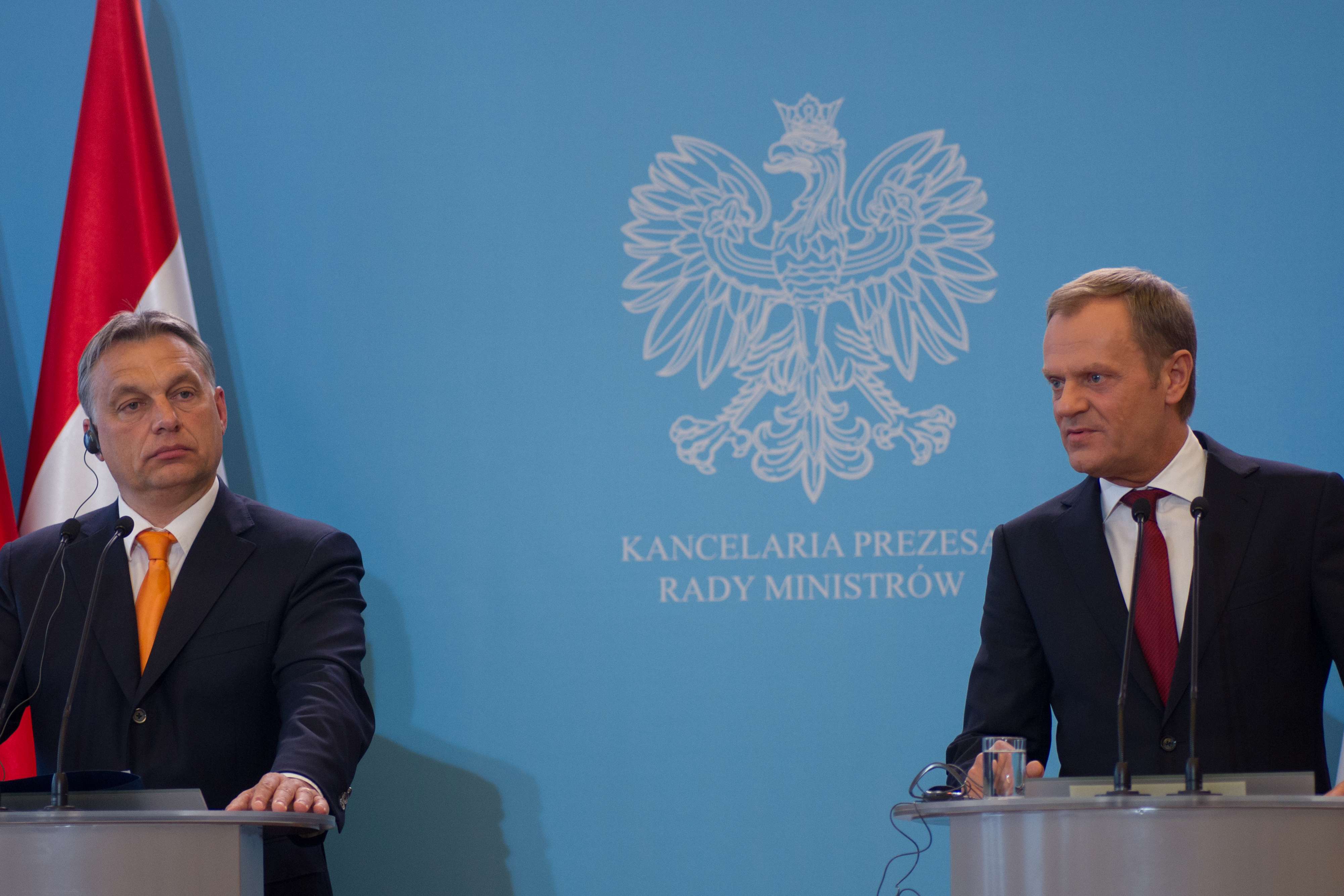
Spotkanie premierów Polski i Węgier, 2014

Współczesne relacje polsko-węgierskie determinują doświadczenia związane z transformacją polityczną i ekonomiczną po 1989 roku oraz wspólna droga do Unii Europejskiej i NATO. Według danych statystycznych okresie styczeń - wrzesień 2024 wartość wymiany handlowej między oboma krajami wyniosła prawie 12 mld euro. Polska pozostaje jednym z kluczowych partnerów handlowych Węgier.
Jedną z platform współpracy jest powołany w 2018 roku Instytut Współpracy Polsko-Węgierskiej im. Wacława Felczaka (i jego węgierski odpowiednik – Fundacja im. Wacława Felczaka). Zadaniem obu instytucji jest wzmacnianie dwustronnej współpracy w zakresie edukacji, kultury, historii, sportu czy nauki.

#### Stosunki polsko-rumuńskie
Podstawę współczesnych stosunków polsko-rumuńskich stanowi podpisany w 1993 roku układ o przyjaznych stosunkach i współpracy. Po przystąpieniu Rumunii do UE i NATO nastąpiło pogłębienie dwustronnej współpracy. W 2009 roku prezydenci obu państw podpisali deklarację o partnerstwie strategicznym. Ważnym filarem stosunków jest współpraca w zakresie bezpieczeństwa i obronności. Od 2018 roku w ramach współpracy politycznej odbywają się polsko-rumuńskie konsultacje międzyrządowe.

### Azja

#### Stosunki polsko-chińskie

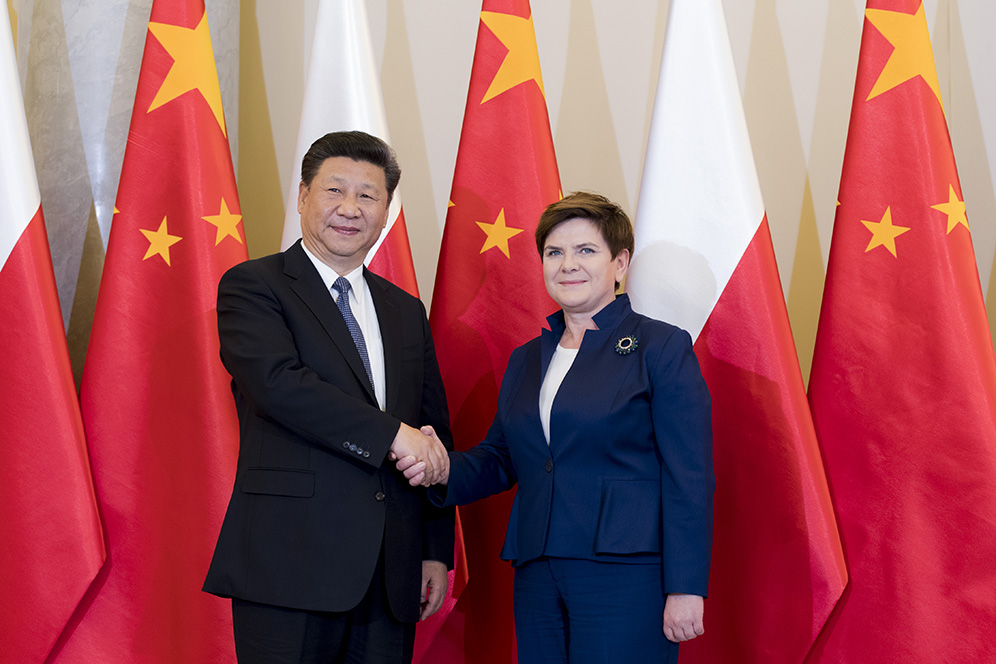
Spotkanie przywódcy Chin Xi Jinpinga i premier Polski Beaty Szydło w Warszawie, 2016

Ożywienie współpracy i kontaktów z Chinami nastąpiło w drugiej dekadzie XXI wieku. W 2011 roku ustanowione zostało polsko-chińskie partnerstwo strategiczne. Polska uczestniczy także w formacie współpracy Chin z krajami Europy Środkowej i Wschodniej – 14+1, który został zainicjowany na szczycie w Warszawie w 2012 roku.
W sferze gospodarczej Chiny są największym partnerem handlowym Polski w Azji, zaś Polska głównym partnerem handlowym Chin w regionie Europy Środkowo-Wschodniej. W wymianie handlowej Polska utrzymuje wysoki deficyt w handlu z Chinami, które są drugim co do wielkości partnerem importowym, ale jako rynek eksportowy zajmują odległą pozycję.

#### Stosunki polsko-indyjskie
W 2024 roku stosunki polsko-indyjskie podniesiono do poziomu partnerstwa strategicznego. 
W 2024 roku wartość obrotów handlowych między oboma krajami osiągnęła wartość 5,79 mld USD. Podobnie jak w poprzednich latach notowano dodatnie saldo po stronie Indii (polski eksport do Indii – 1,45 mld USD.

#### Stosunki polsko-południowokoreańskie
Stosunki polsko-koreańskie obejmują przede wszystkim współpracę gospodarczą (w tym zakresie energetyki jądrowej). W 2013 roku ustanowiono partnerstwo strategiczne obu państw.

### Bliski Wschód

#### Stosunki polsko-izraelskie

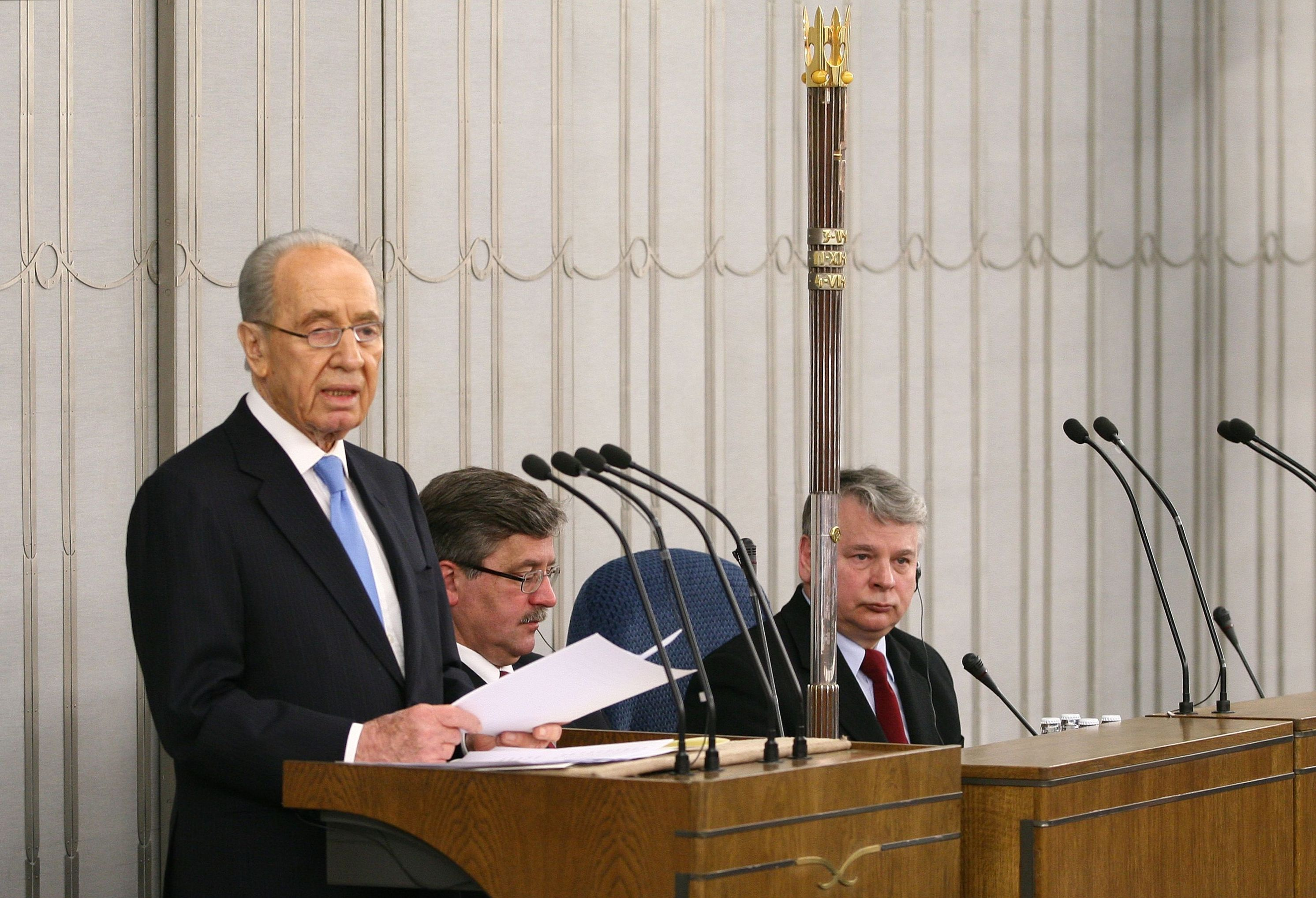
Prezydent Izraela Szimon Peres przemawiający w polskim Senacie, 2008

Stosunki dyplomatyczne między Polską a Izraelem zostały wznowione, po upadku komunizmu, w lutym 1990 roku.
Relacje dwustronne obejmują kontakty polityczne oraz współpracę w zakresie gospodarki, nauki i kultury.

#### Stosunki polsko-tureckie
Historia stosunków polsko-tureckich sięga XV wieku. Podstawą współczesnych stosunków polsko-tureckich jest podpisany 3 listopada 1993 roku układ o przyjaźni i współpracy potwierdzający zapisy Traktatu Przyjaźni z 1923 roku. W 2009 roku podczas wizyty premiera Recepa Tayyipa Erdoğana w Polsce podpisano deklarację o partnerstwie strategicznym. W 2023 roku wartość polsko-tureckich obrotów handlowych przekroczyła wartość 12 mld USD, co wpisuje się w utrzymujący się trend wzrostowy.

## Współpraca rozwojowa
Podstawą działań Polski w zakresie współpracy rozwojowej jest Ustawa o współpracy rozwojowej z dnia 16 września 2011 roku.
Działania w ramach współpracy rozwojowej podejmowane przez Polskę obejmują pomoc krajom rozwijającym się w zakresie m.in. rozwoju demokracji i społeczeństwa obywatelskiego, ochrony praw człowieka, zwalczania ubóstwa, poprawy stanu ochrony zdrowia i edukacji oraz w zakresie pomocy humanitarnej.
Obecnie na liście partnerów priorytetowych znajdują się: Białoruś, Gruzja, Mołdawia, Ukraina, Etiopia, Kenia, Senegal, Tanzania, Uganda, Liban, Autonomia Palestyńska i Mjanma.

## Dyplomacja publiczna
Działania z zakresu dyplomacji publicznej i kulturalnej realizowane są przez instytuty polskie. Ich zadaniem jest budowanie dobrego wizerunku Polski w innych państwach (m.in. poprzez nawiązywanie kontaktów z miejscowymi środowiskami artystycznymi eksperckimi i opiniotwórczymi) oraz promowanie polskiej kultury, nauki, historii, dziedzictwa kulturowego i języka.